# Budapest Liszt Ferenc nemzetközi repülőtér

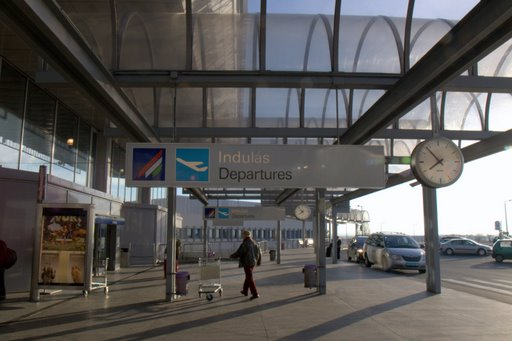
A 2A terminál indulási szintje 2007-ben

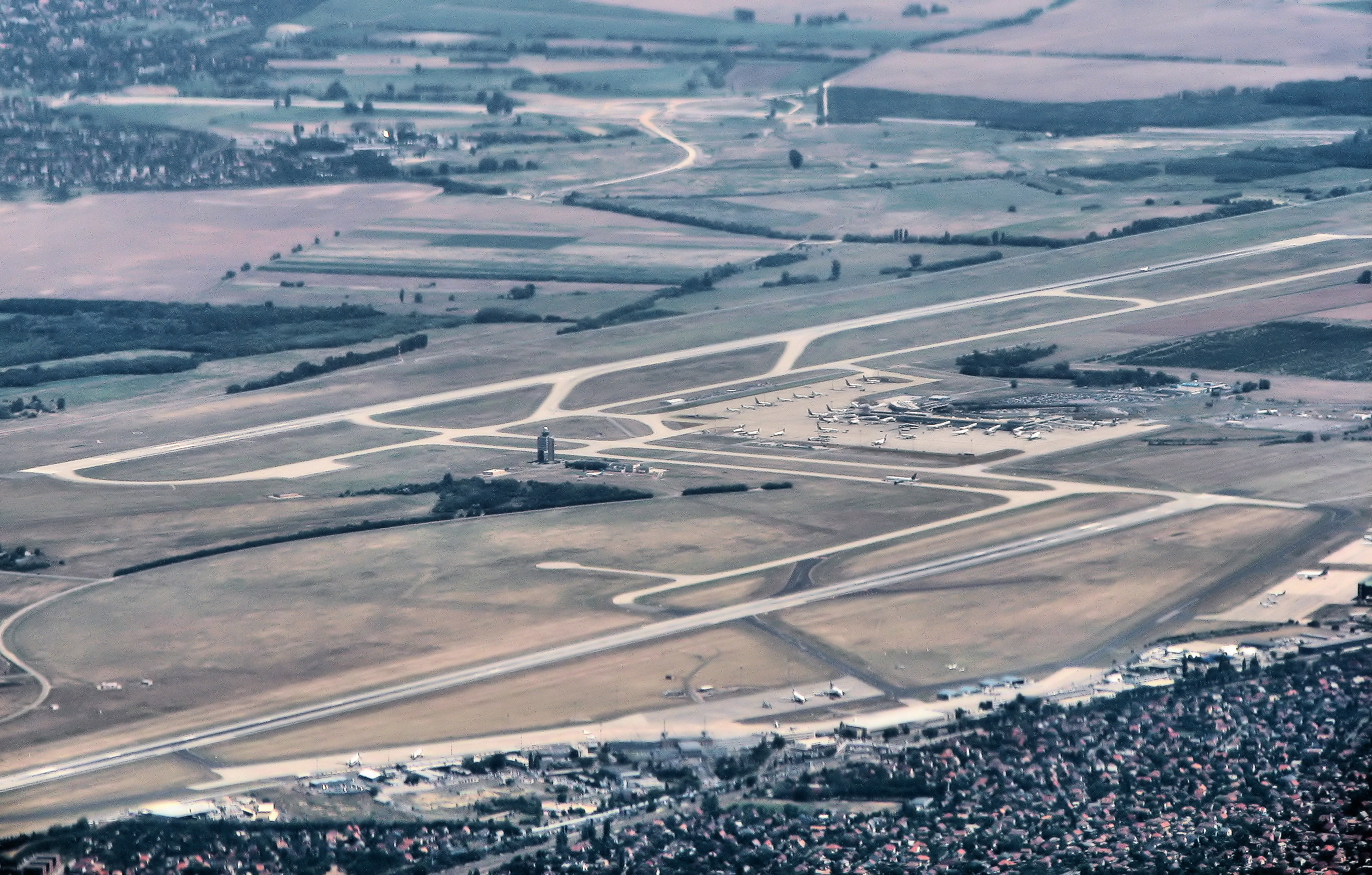
A repülőtér a levegőből. A kép alján az egykori 1-es terminál

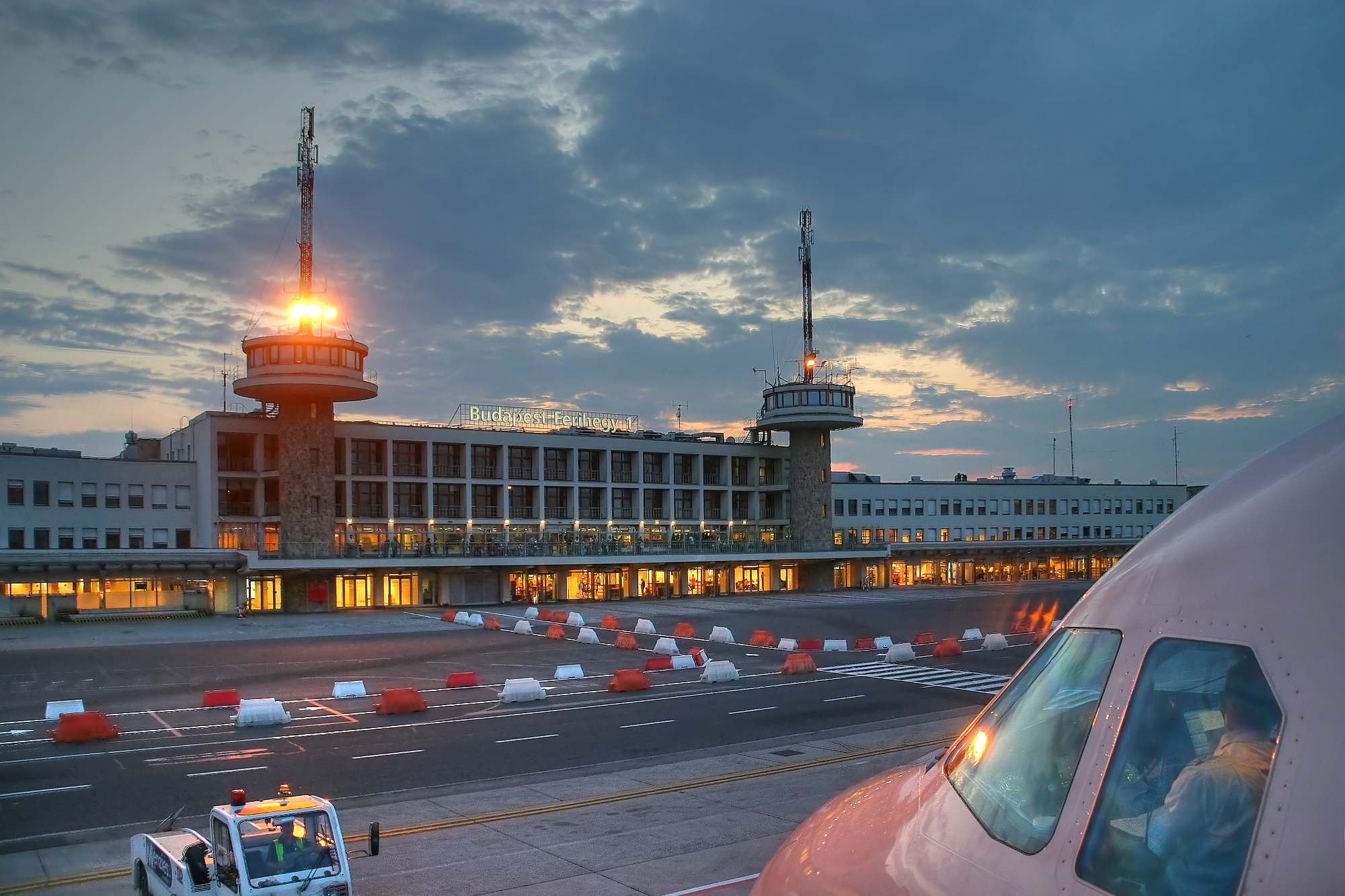
Az egykori 1-es terminál látképe egy parkoló repülőgép utaslépcsőjéről

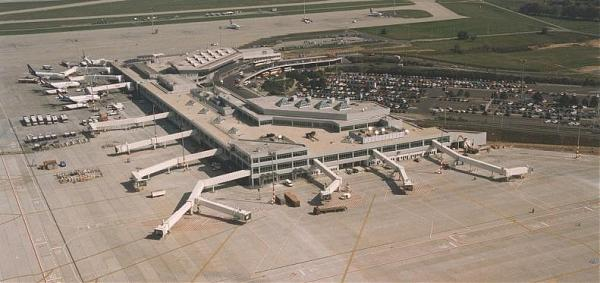
A 2-es terminál állásai még a SkyCourt megépülése előtt

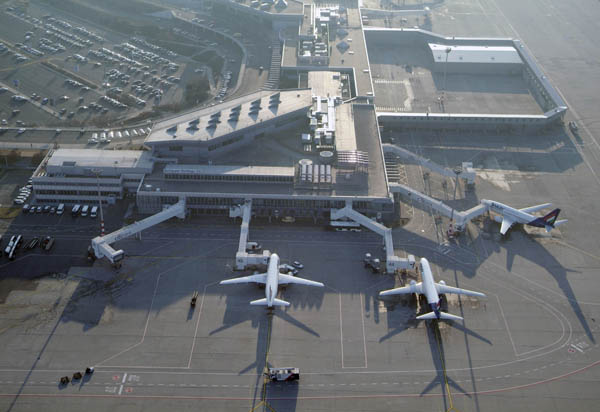
A 2-es terminál

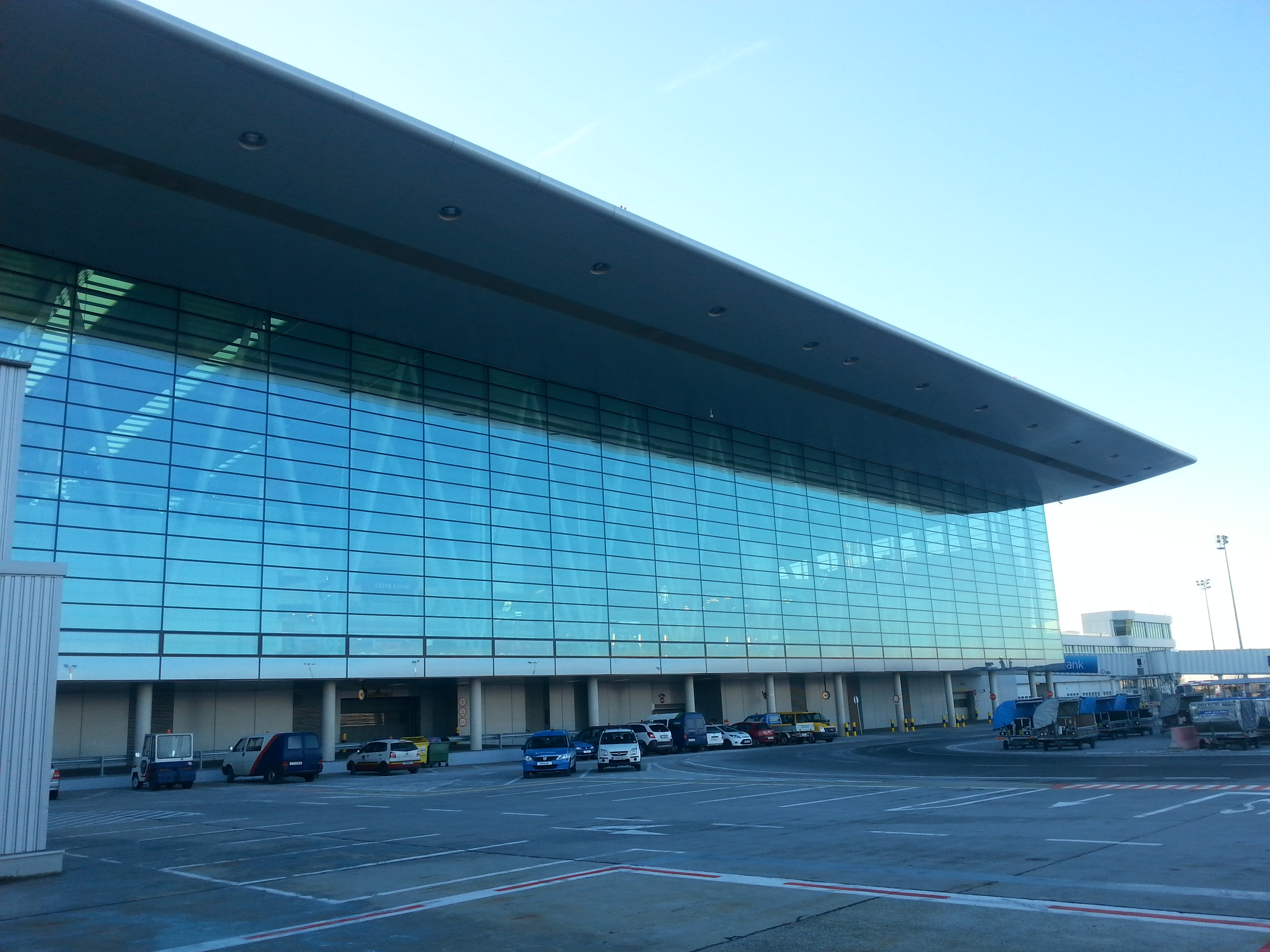
A 2A és 2B terminálokat összekötő Sky Court

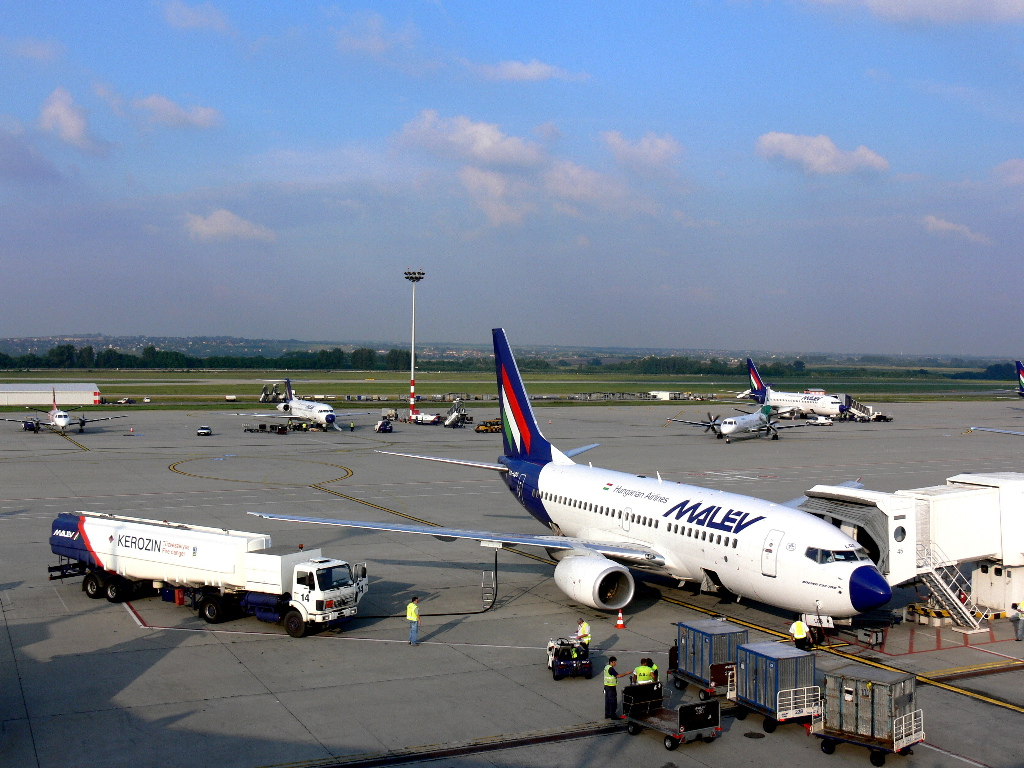
A MALÉV tankoló Boeing 737-700-as repülőgépe a 2-es terminálon

A Budapest Liszt Ferenc nemzetközi repülőtér, korábbi nevén Budapest Ferihegy Nemzetközi Repülőtér (IATA: BUD, ICAO: LHBP) Magyarország öt nemzetközi repülőtere közül a legnagyobb és legismertebb. Új nevét 2011-ben kapta Liszt Ferenc zeneszerző születésének 200. évfordulója alkalmából.
Európai, észak-amerikai, távol-keleti, afrikai és közel-keleti országok repülőtereivel egyaránt forgalmi kapcsolatban van. A reptér a Wizz Air légitársaság elsődleges székhelyének számít, emellett a Ryanair egyik fontos bázisa is egyben. 2012-ben jelentős visszaesés mutatkozott a gépmozgások terén az év elején bekövetkezett Malév magyar nemzeti légitársaság csődje miatt, így átszálló utasok híján az utasszámokban is csökkenés volt látható. 2012. február 3-áig a reptér a Malév székhelyéül szolgált.
2015-ben kerültek bejelentésre pár év eltelte után az első észak-amerikai és közel-keleti közvetlen járatok Budapestről. A 2003 óta folyamatosan bővülő diszkont légitársaságokkal együtt, a budapesti repülőtér nemcsak, hogy kilábalt a 2012-es válságból, de példátlan fejlődésnek indult, kimagasló értékeket mutatva a régióban. 2018-ban a LOT lengyel légitársaság az első Lengyelországon túli bázisát hozta létre Budapesten, ahonnan többek között New Yorkba (JFK), Krakkóba, Londonba (City) és Szöulba (Incshon) üzemeltet járatokat. Napjainkban a Wizz Air bázisai közül a budapesti a legforgalmasabb a több mint 60 desztinációjának köszönhetően.
A legnagyobb magyarországi légikikötő forgalma 2019-ben átlépte az évi 16 millió utast és emellett 135 ezer tonna árut rakodtak a területén. (Utóbbi 2023-ra 201 ezer tonnára nőtt.)

## Elnevezése
A repülőteret eredetileg fekvése alapján Budapest Ferihegy Nemzetközi Repülőtérnek nevezték el. A szomszédos Ferihegy nevét a területen a 19. században szőlőbirtokkal rendelkező Mayerffy Ferencről (1776–1845) kapta. Napjainkban a terület szinte teljesen lapos, mert bár korábban volt ott egy 147 méter magas homokos domb, azonban azt az 1940-es években a repülőtér építése során elegyengették. 2006 tavaszán felmerült, hogy a repülőteret Bartók Béláról nevezzék el, de ezt a Földrajzinév-bizottság nem támogatta. A repülőteret 2011. március 25-én Liszt Ferenc zeneszerző emlékének tisztelegve nevezték át mai nevére: Budapest Liszt Ferenc Nemzetközi Repülőtér. A névváltoztatás politikai vitákat váltott ki, mivel az átnevezésekben illetékes Földrajzinév-bizottság az eredeti név megőrzése érdekében a Liszt Ferenc Nemzetközi Repülőtér, Budapest–Ferihegy elnevezést javasolta. Az Orbán-kormány az általa javasolt elnevezés megvalósítása érdekében a Földrajzinév-bizottság elnökét és több tagját eltávolította, illetve kettőt közülük elbocsátott.
A repülőtér 2011-ben történt átnevezése ellenére a repülőtéri gyorsforgalmi út, a Ferihegyi repülőtérre vezető út elnevezése a mai napig nem változott meg.

## Fekvése
Budapest központjától délkeleti irányban, 16 kilométer távolságra helyezkedik el az 1-es, 22 kilométerre pedig a 2-es terminál. Az Üllői úton és a Ferihegyi repülőtérre vezető úton közelíthető meg. Területe Budapest XVIII. kerületéhez és Vecséshez tartozik. Az egyes futópálya kettévágta az Igló utca – Baross utca vonatkozó szakaszát, a kettes futópálya pedig a Vecsés–Ecser közötti közutak eredeti nyomvonalát. Az Üllői út folytatásaként a városközpontból a repülőtérig tartó Ferihegyi repülőtérre vezető út első szakasza 1940–1943 között épült.
A közel 10-12 ezer főt foglalkoztató légikikötő területe 1515 hektár (összehasonlításul a londoni Heathrow mindössze 1200 hektáros), vagyis a Margit-sziget területének 15-szöröse. A forgalmi előtér alapterülete 503 ezer négyzetméter. 217 épület található a birtokon belül. 40 kilométernyi kerítés veszi körbe. 18,5 kilométer távvezeték és 46 km vízvezeték kanyarog a Liszt Ferenc Repülőtér alatt. Saját hőerőműve, szemétégetője és benzinkútja van.

## Története

### Előzmények
Az I. világháborút követően a magyar polgári repülés nehezen és korlátozások közepette alakulhatott ki. Ennek során a Mátyásföldi repülőtér után a Budaörsi repülőtér lett a 30-as évek végén a belföldi és egyben az ország nemzetközi repülőtere is.
1938-ban újra napirendre került egy új budapesti repülőtér létesítése. Ehhez hozzájárultak a rövid ideje működő budaörsi repülőtér problémái is. A három település, Pestszentlőrinc, Rákoshegy és Vecsés határában lévő területet jelölték ki a leendő új repülőtérnek. A Budapest-Szolnok vasútvonal melletti lapos, keleti felén dombos terület 1723-tól a Grassalkovich család tulajdonában volt, és a század végén itt bérelt mintegy 650 holdat egy gazdag budai serfőző, Mayerffy Xavér Ferenc. Róla nevezték el Ferihegynek a környéket, ami előbb Szontagh-, majd Podmaniczky-, végül pedig Vigyázó-birtok volt. 1928 után a Magyar Tudományos Akadémia tulajdonába került, de a környékbeli gazdáknak is voltak itt földjeik.

### A tervezés és az építkezések első szakasza 1939–1944 között
A repülőteret vegyesen polgári, katonai és sportcélra kívánták hasznosítani.
A tervezés részeként, a repülést akadályozó természetes és mesterséges tereptárgyaktól mentes, a későbbi bővítésekhez lehetőséget nyújtó területen 1939 februárjától meteorológiai megfigyeléseket és méréseket végeztek dr. Hille Alfréd vezetésével. Főként a szélviszonyokat, a köd kialakulásának és feloszlásának körülményeit vizsgálták. A kavicsos talaj és a mélyen húzódó talajvíz további előnyt jelentett. Az egyeztetett tervezési munkák több szálon futottak, északnyugati részére a polgárit, a délnyugatira a katonai létesítményeket szánták. Ehhez csatlakozva a leendő közös felszálló mezőn kívül, a keleti oldalra tervezték a sportrepülőteret az egykori majorsági épületek felhasználásával és a később építendő hangárokkal. Itt már 1940 nyarán repültek a Horthy Miklós Nemzeti Repülőalap keretében a növendékek. A katonai rész északi oldalán, a repülőtér nyugati részén épültek az EMESE Kísérleti Repülőgépgyár irodái és műhelyei.
Mint minden épület tervezésére és építésére, így a forgalmira is nyilvános pályázatokat hirdettek. Az 1939 szeptemberében kiírt pályázat decemberi eredményhirdetésekor a megvalósításra legalkalmasabbnak – kis módosítással – ifj. Dávid Károly terveit találták. A tervező, aki a modern magyar építőművészet egyik megteremtője volt, egy olyan épületet álmodott meg, mely felülről stílusosan, egy hatalmas repülőgépre emlékeztetett.
Törzse a nagyméretű impozáns indulási-érkezési csarnok, a vízszintes vezérsíkja a közút felőli homlokzat, a szárnyai a felszálló mező felé néző emeletes részek, motorjai pedig az ezek előtt lévő két irányítótorony. A kiírásban az érdeklődőkre, az utasok kísérőire és a repülőbemutatók résztvevőire is gondolni kellett, ezért erre a célra épült meg egy nagyméretű terasz. A munkálatok 1942-ben kezdődtek el Kemenes Krebs András cégének közreműködésével.

### Világháború és az újjáépítés
A II. világháború során komoly károkat szenvedett, ideiglenesen német és szovjet csapatok is állomásoztak a repülőtéren.
1947-ben döntöttek Ferihegy újjáépítéséről a polgári forgalom számára. 3 éves terv keretében megtisztították a robbanószerektől a területet, helyrehozták vagy újjáépítették a megsérült épületeket, valamint 1948-ban elkezdték a 13/31-es, ma 13R/31L futópálya betonozási munkálatait is.
Az ünnepélyes átadási ünnepséget 1950. május 7-én, vasárnap tartották, és az elkészült részek tették lehetővé az 1946-ban megalakult budaörsi székhelyű Maszovlet itteni működését. A légitársaság ekkor még csak néhány külföldi járatot, a prágait, a bukarestit, a varsóit és a szófiait tartotta fenn. Ferihegyre az első időkben menetrend szerint csak a keleti blokkhoz tartozó baráti országok gépei jártak.
Az első nyugatra induló menetrend szerinti járat a Malév bécsi járata volt 1956 nyarán. Az első nyugati légitársaság, amely járatot indított Budapestre, a KLM holland légitársaság volt 1957-ben.
A forgalmi épület teljes befejezése is erre az időszakra esett. Szálloda nyílt és a nagyobb gépek megjelenése miatt megkezdődtek a 2500 méteres futópálya hosszabbítási munkái is. 1958 végére elkészült a 3010 méterre meghosszabbított pálya.
1960-ra Ferihegy Kelet-Közép-Európa legmodernebb repülőtere lett, mikor is elkészült a tranzitváró, a bevezető fénysor, a radarberendezés és meghosszabbították a futópályát. 1965-ben bővítették a forgalmi előteret, 1970-ben a forgalmi épületet, 1977–1978 között az érkezési várót. 1969-ben leálltak az 1946-ban indult belföldi repülőjáratok. 1975-ben elektromechanikus utastájékoztatási rendszert telepítettek. Az idővel szűkössé váló nemzetközi légikikötőt a folyamatosan növekedő forgalom hamar kinőtte. A fejlődés megtorpant. Nyilvánvalóvá vált a nagyszabású állami beruházás, egy átfogó fejlesztési koncepció szükségessége a vágyott nemzetközi szint eléréséhez. A fejlesztési program azonban csak 1976-ban került a tervbizottság elé. Ennek megfelelően 1983-ig elkészült a második futópálya a hozzá tartozó gurulóút-hálózattal, az irányítótorony és a Malév-gépek karbantartására szolgáló műszaki bázis. Ekkor került sor a Magyarország teljes légterét ellenőrizni képes radarberendezések telepítésére is a Kőris-hegyen és Püspökladányban. A munkálatokat az 1973-ban alakult Légiforgalmi és Repülőtéri Igazgatóság (LRI) szakemberei irányították.

### Közelmúlt
Az Nieder Iván által tervezett és 1977-ben elkezdett új irányítótornyot 1983. augusztus 29-én adták át. Az 53 méter magas tornyot 2000-ben további két szinttel bővítették. 1980-ban kezdték el építeni és 1983. augusztus 30-án helyezték forgalomba a második, hosszabb futópályát (13L/31R), amely 3707 méter hosszú és párhuzamos az 1-es pályával. A második ütemben épülő új utasforgalmi épület alapkövét 1983. november 16-án rakták le. Az osztrák hitelből és fővállalkozásban készült 2-es terminál 1985. november 1-jétől fogadja az utasokat. Ezt a Malév és később a Lufthansa, Air France, Swissair repülőgépei és utasai használták. A nagyméretű előtérrel, épületközeli és távoli állóhelyekkel, 6 utashíddal az akkori Ferihegyi Repülőteret ismét a korszerű repülőterek közé emelte. A régi, 1-es terminál bonyolította le továbbra is a többi ország légitársaságainak forgalmát.
Az ezredfordulóra előre jelzett forgalmi adatok szerint kevésnek ígérkezett az évente 4 millió utast kiszolgáló két terminál. 1997-ben elkezdődött a 2B terminál építése. A több mint 30 ezer m² alapterületű új épületet a hozzá tartozó forgalmi előtérrel 1998. december 8-án avatták fel. Ide költözött az összes külföldi légitársaság. A hét utashíddal ellátott épületközeli és öt távoli állóhellyel 3,5 millió utast képes fogadni évente. Az új terminál átadásával egy időben az 1-es terminál szinte teljesen elnéptelenedett. Itt ezután csak a teher- és a kisgépes forgalom, az alkalmi és a kormányzati különgépek fogadása történt. Itt állomásoztak 1999 tavaszán a NATO szerbiai légicsapásait támogató amerikai KC-135-ös légi utántöltő repülőgépek is.
Az 1-es terminál 2005-ben 9 hónap alatt teljes felújításon esett át, és 2005. szeptember 1-jétől a diszkont légitársaságokat szolgálta ki, majd 2012. május 30-án a Malév csődjét követő forgalomcsökkenés miatt a kereskedelmi utasforgalom elől – ideiglenes hatállyal – elzárták. 2007. július 16. óta vonattal is meg lehet közelíteni az 1-es terminált. Ferihegy néven vasúti megállóhely épült a MÁV közvetlenül a repülőtér mellett haladó, ceglédi (100) vonalán.
2011-ben, Liszt Ferenc születésének 200. évfordulója alkalmából a repülőteret átnevezték Liszt Ferenc nemzetközi repülőtérre.

### BUD Future (2007–2011)
Az 1950-es 1960-as évek dugattyús típusai után napjainkban a gázturbinások: a Boeingek, a DC-k, az Airbus-ok szállítják az utasokat a világ négy égtája felől és felé. A legnagyobbak és a leggyorsabbak is jártak már itt. A Jumbók, a Galaxy-k, az Antonov-ok a Concorde-ok mind-mind leszálltak már Ferihegyen. Az országba légi úton érkező utasok, legyenek hétköznapi emberek vagy világhírességek, elnökök vagy államfők, itt találkoznak először országunkkal. Napjainkban a Liszt Ferenc Repülőtérre több mint 52 légitársaság jár menetrend szerint, és 100 városba lehet innen közvetlenül eljutni. A repülőtér utas- és repülőgép-forgalma a magyar és a külföldi társaságok között közel fele-fele arányban oszlik meg.
A magyar állam 2005. december 18-án privatizálta a repülőtér üzemeltetésének jogát; a brit BAA International Ltd. szerezte meg 75 évre a jogot rekordnak számító mintegy 464,5 milliárd forintért.
Az új tulajdonos érkeztével új menedzsment került a vállalat élére. A privatizációs pályázatot vezető Chris Woodruffot nevezték ki vezérigazgatónak, aki az eredeti tervek szerint 9 hónapig töltötte volna be a tisztséget. Feladata a vállalat átalakítása volt, és mivel ez a tervezettnél gyorsabban haladt, ezért már 2006 júliusában átadta a tisztséget utódjának, Stewart Wingate-nek.
Az átalakítás célja a hatékonyság növelése, valamint hogy a bevételek ne elsősorban a légitársaságoktól beszedett díjakból származzanak, hanem egyéb forrásokból (kereskedelmi tevékenység, parkoló stb.), így a Budapest Airport a légitársaságok számára olcsóbbá váljon. Ezáltal lényegesen növekedhet a forgalom és Ferihegy területén a régió legfontosabb repülőtere jöhet létre.
Első lépésként a vezetőség megállapodott a szakszervezetekkel, majd ígéretüknek megfelelően 5%-kal csökkentették a repülőtéri díjakat.
Leépítésre is sor került, 80 főtől, elsősorban az adminisztratív területhez és menedzsmenthez tartozó munkatárstól vált meg a cég. Kiemelt feladatnak tekintették a repülőtéri taxiskérdés megoldását, ezért nyílt pályázat keretében választották ki, mely társaság bonyolíthatja le a repülőtéri fuvarokat. Ezenkívül értékesítették a földi kiszolgálást és a minibusz szolgáltatást, hogy a repülőtér-üzemeltetés legfontosabb alaptevékenységeire tudjanak koncentrálni.
Az angol cégben történő változások következtében azonban újra tulajdonosváltás történt. A német Hochtief AirPort GmbH (2013-tól AviAlliance néven) 2006. október 20-án bejelentette, hogy szándéknyilatkozatot írt alá a Budapest Airport angol kézben lévő tulajdonrészének megvásárlásáról a BAA-val. 2007. június 6-án a tranzakció be is fejeződött, immáron a Hochtief a tulajdonosa Magyarország egyetlen jelentős légikikötőjének. A helyzet azt mutatja, hogy az új német tulajdonos meg is becsüli a repülőteret, hiszen hatalmas fejlesztéseket kíván létrehozni, igen gyors ütemben. Amint azt a Hochtief menedzsmentje kifejtette, rövid időn belül megkezdik a 2A és a 2B terminál összeépítését, valamint gyorsvasút, szálloda, és üzletközpont létesítése is, továbbá új légitársaságok Ferihegyre csábítása is a tervek között szerepel.
2008 augusztusában a FlyLaL a 100. légitársaság az akkori Ferihegyi Repülőtéren. A budapesti repülőtérről azóta kivonult litván vállalat Vilniusból indította járatait a magyar fővárosba.
2009-re 80 ezer négyzetméter új felületet alakítottak ki, ebből 2009 októberéig 30 ezer négyzetmétert adtak át: a 2-es terminált érintő beruházás értéke 16 millió euró (mintegy 4,5 milliárd forint). A Budapest Airport 2012 végéig összesen 261 millió euró, azaz 75 milliárd forintnyi fejlesztést hajtott végre a Liszt Ferenc Repülőtéren. Ennek részeként épült meg az új utasforgalmi terminál, a 40 ezer négyzetméter alapterületű SkyCourt (Égi Udvar) a jelenlegi 2A és 2B terminál között 2011. március 27-ére. A munkálatok további fázisában épült meg a 2B, később a 2A terminál új utasfolyosója nyolc-nyolc új gyalogoshíddal, illetve buszos beszállító kapuval. A BUD Future elnevezésű fejlesztési program végére a 2-es terminál éves utaskapacitása elérte a 15 millió főt.
A Magyar Közlöny 2011. évi 6. számában jelent meg, hogy a kormány június 9-re datált határozata szerint az állam értékesíti a Budapest Airportban (BA) meglévő részesedését.

### A Malév leállása (2012)
A magyar nemzeti légitársaság 2012. február 3-án reggel végleg felfüggesztette tevékenységét és csődbe ment. A válsághelyzet hatására a repülőtér számos fejlesztése abbamaradt, többek között felfüggesztésre került a Cargo City elnevezésű beruházás is. 2012-ben mintegy 180 reptéri dolgozót bocsátott el az üzemeltető. Takarékossági okokból 2012 májusában bezárták az 1-es terminált, így a Liszt Ferenc nemzetközi repülőtér teljes forgalmát a 2-es terminál vette át. A Budapest Airport 2012-ben hatalmas veszteséget könyvelt el a Malév okozta káosz miatt.
A Malév leállását követően szinte azonnal reagáltak a többi légitársaságok, hogy betömjék a keletkezett piaci rést. Az új járatoknak köszönhetően az éves utasforgalom 2012-ben csupán 4,7%-kal csökkent az előző évhez képest.

### Növekvő utasforgalom, BUD 2020 (2013–2019)
A 2012–2013 közötti válságot követően a repülőtér sikeresen vette az akadályokat és a folyamatosan bővülő diszkont légitársaságok jelentős hozzájárulásával újra növekedni kezdett. A hasonló eseményeken átesett repterekhez képest a folyamat sokkal gyorsabban és dinamikusabban zajlott. A reptér utasforgalma 2014-re rekordot döntött (9,1 millió utas), melyet 2015-ben, illetve 2016-ban további rekordok követtek. 2016-ban a reptér forgalma elérte a 11 milliós utasszámot.

2014-ben az Emirates légitársaság elindította napi járatát Dubaj nemzetközi repülőtere felé Boeing 777-300ER típusú gépeikkel. Ezt követte 2015-ben az Air China pekingi, valamint az Air Transat torontói járata, amelyekhez mindkét társaság Airbus A330 gépeket használt. Utóbbi útvonalra válaszul az Air Canada is elindította saját torontói járatát az Air Canada Rouge üzemeltetésében Boeing 767-300 gépekkel. 2017-re az Air Canada Rouge teljesen kiszorította versenytársát a magyar piacról.

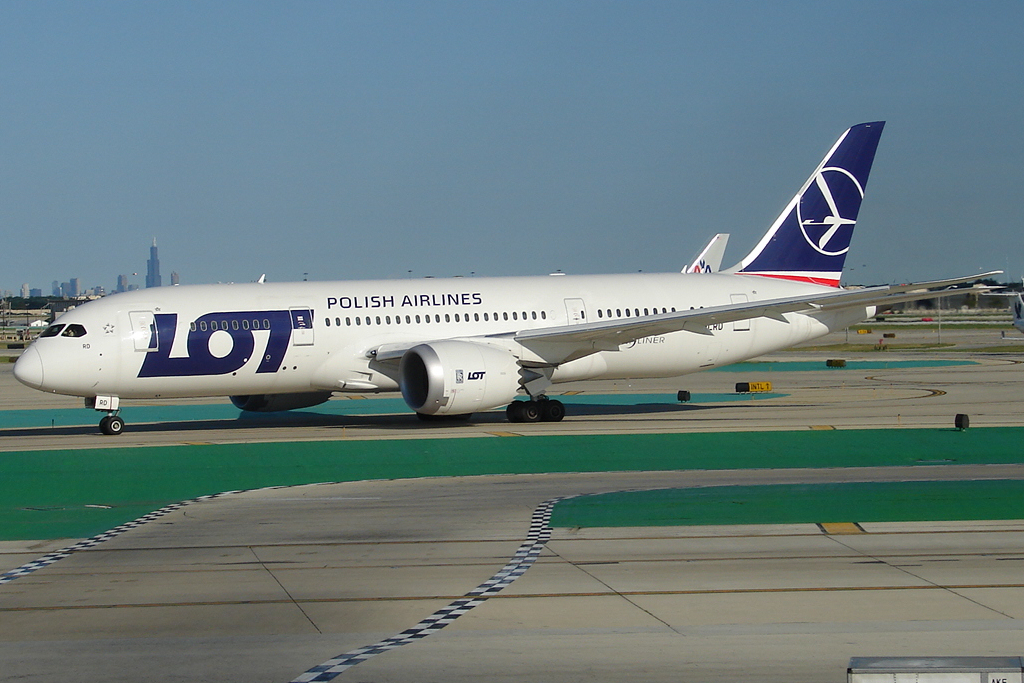
2018-ban a LOT lengyel légitársaság Budapesten létrehozta első Lengyelországon túli bázisát, ahonnan New Yorkba is repül Boeing 787-8 Dreamliner gépeivel

2017 júliusában a LOT lengyel légitársaság bejelentette Budapestről induló közvetlen járatait az Egyesült Államokba (New York, Chicago). A budapesti repülőtér történetében ezzel a LOT volt 2011 óta az első légitársaság, amely közvetlen eljutást biztosított az Egyesült Államokba Budapestről. Utoljára 2011-ben a Delta és az American Airlines repült a két ország között. A LOT hetente négyszer repül New York felé Boeing 787-8 Dreamliner típusú gépeikkel. Ugyanabban az évben bejelentették krakkói, valamint London–City felé tartó járatait is Budapestről.
A LOT bejelentését követően az American Airlines is visszatért a magyar piacra és bejelentette szezonális philadelphiai járatát, melyet Boeing 767 gépekkel repülnek. A philadelphiai járat sikerességét elkönyvelve 2020-tól újabb útvonalat nyit az American Airlines Budapest és Chicago között szezonális jelleggel, melyet Boeing 787 Dreamliner gépekkel terveznek repülni heti négy alkalommal.
A régióban példátlanul pozitív értékeket mutató reptér üzemeltetője 2016-ban bejelentette ötéves, középtávú komplex fejlesztési tervét BUD 2020 néven, amely keretében 5 év alatt 50 milliárd forintos beruházást hajtanak végre, melyet a Budapest Airport saját erőforrásból finanszíroz. Ennek része egy új utasforgalmi terület, a 2B terminálhoz csatlakozó B-oldali utasmóló, melyet 2018 nyár végén nyitottak meg. A 220 méter hosszú móló több mint 10 000 négyzetméterrel növeli a 2-es terminál területét és jelentősen bővíti a repülőtér beszállókapu-kapacitását. A móló 3 szélestörzsű és 4 keskenytörzsű repülő egyidejű kiszolgálására képes. A móló összesen 27 különböző beszállítási opciót nyújt, hiszen a buszos beszállítást is támogatja, és biztosít gyalogos be- és kiszállítást kiszolgáló kapukat is.
A program továbbá tartalmazza a 2C vagy 3 jelű terminál építését, egy 6 emeletes 2500 férőhelyes parkolóház, valamint egy repülőtéri hotel felépítését, a check-in pultok számának jelentős bővítését, valamennyi biztonsági kapu testszkennerrel való ellátását, és a "Cargo City" új légiáru-központ létrehozását. A fejlesztések következtében a repülőtér éves kapacitása 18 millió utasra és 200 000 tonna árura nő. 2018-ban megnyílt a közvetlen összeköttetéssel bíró 145 szobás szálloda, amely 300 ember elszállásolására képes.
Ezenfelül az utasforgalmi területről nem érzékelhető további jelentős fejlesztéseket vitt véghez a Budapest Airport. Az 1-es terminál mellett új logisztikai központ épült két nemzetközi csomagküldő vállalat, a DHL Express és a TNT számára, valamint elkészült a Cargo City légiáru központ építése a 2-es terminál szomszédságában. A Budapest Airport több lépésben fejleszti a repülőtéri infrastruktúrát, amelynek részeként nagyszabású rekonstrukción esett át az 1. futópálya 900 méteres szakasza, vadonatúj műszeres leszállító berendezéseket telepített és megépült egy új, F jelű gurulóút a 2-es terminál mellett. A repülőtér megkapta a "karbon-semleges" minősítést is a Repülőterek Nemzetközi Tanácsától (ACI).
2019-ben a Shanghai Airlines elindította Budapest–Sanghaj járatát, melyet Boeing 787 Dreamliner géppel üzemeltetnek hetente négyszer. Ugyanabban az évben a LOT bejelentette nagyszabású terjeszkedését a magyar piacon és közvetlen járatokat jelentett be Belgrád, Brüsszel, Bukarest, Prága, Szöul, Stuttgart és Szófia irányába. Az első Budapest–Szöul járat 2019. szeptember 22-én szállt fel, míg az új európai desztinációit 2020. március 30-án indítja el a LOT. 2020 nyarától a LOT tovább sűríti transzatlanti járatait, amely keretében naponta válik elérhetővé a Budapest–New York útvonal, viszont chicagói járatát csak szezonális jelleggel, nyaranta lehet majd igénybe venni Budapestről.

### Covid19 és a légiforgalom visszaesése (2020–2023)

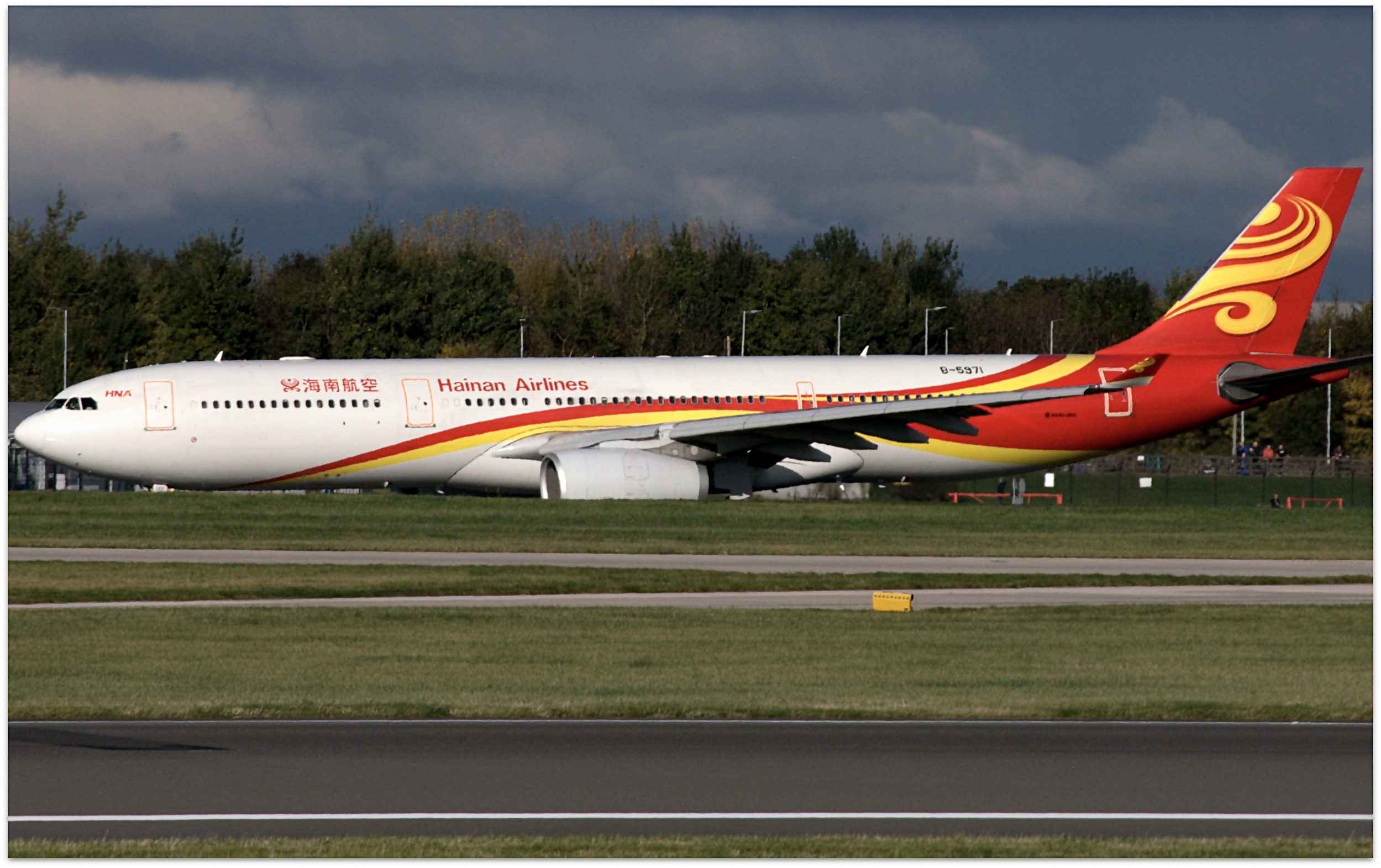
2020-ban a Covid19-járvány alatt a cargo forgalom vette át főszerepet a repülőtéren. Többek között a kínai Hainan Airlines is rendszeresen közlekedett Budapest és Csengcsou között Airbus A330-as gépekkel

2020. március 27-én az új típusú humán koronavírus által okozott Covid19 betegség járványos terjedése ellen bevezetett légi közlekedési korlátozások miatt 2020. április 11-éig gyakorlatilag leállt a személyszállítási forgalom a repülőtéren. A járvány súlyosbodása és a korlátozások folyamatos meghosszabbítása következtében a 2020-as évben mindössze 3 859 379 utast kezelt a Budapest Airport, ami mintegy 76%-os visszaesést jelentett az előző évi 16 millióhoz képest. A mélypont 2020 áprilisa-májusa volt. A magyar légtér forgalmának irányítását 2002 óta ellátó HungaroControl adatai szerint május 2-án mindössze 15 gép érkezett vagy indult a repülőtérről, 95%-kal kevesebb mint pontosan egy évvel korábban. Az áprilisi utasforgalom mintegy 99,3%-kal esett vissza a 2019-es azonos havi adathoz képest, így gyakorlatilag szünetelt a légi személyszállítás Budapestről. A nyári hónapok némi fellendülést hoztak, azonban korántsem közelítették meg a 2019-es adatokat, augusztusban mindössze 400 000 utas fordult meg a repülőtéren. 2020 szeptemberétől újabb utazási korlátozások léptek életbe, így a légiforgalom visszatért a nyár előtti állapotra és a Budapest Airport is bejelentette a drasztikus létszámcsökkentést.
Ugyan a személyszállítás soha nem látott negatív rekordokat döntött 2020 során, a Budapest Airport cargo forgalma azonban sikeresen teljesített. A 2019-ben átadott Cargo City 134 459 tonna árut kezelt és mintegy 6100 tehergépet fogadott 2020-ban. A járvány megjelenése nem befolyásolta a teheráru forgalmat. 2020 utolsó negyedévét rekord forgalommal zárta a Cargo City, valamint bejelentették a teheráru központ bővítésének előkészítését. A Turkish Cargo bejelentette, hogy bővíti kapacitását és növeli a Budapestre közlekedő teherjáratait.
2021 elején a cargo forgalom továbbra is növekedést mutatott, az utasforgalom azonban nem javult. Az év első három hónapjában mindössze 183 416 utast kezelt a repülőtér.
2021 őszén a Budapest Airport Zrt. részvényesei az AviAlliance (55,44%, a cég a kanadai kormányé, egy nyugdíjalapon keresztül), Malton Investment (23,33%, a szingapúri kormány befektetési alapjának leányvállalata), Caisse de dépôt et placement du Québec (21,23%, egy kanadai nyugdíjalap). A Bloomberg értesülései szerint a részvényekre a magyar állam 4 milliárd eurós (kb. 1400 milliárd forint) vételi ajánlatot tett október közepén. A vásárlási szándékot Orbán Viktor miniszterelnök is megerősítette.
2024 június 6-án a magyar állam beteljesítette szándékát, és visszavásárolta a repteret 3,1 milliárd euróért.

### Újra a fellendülés útján (2024–napjainkig)
Sok év után a világ, és a repterek forgalma is kezdi kiheverni a COVID időszakot, ennek folyamán a budapesti reptéren is szinte minden hónapban újabb rekordok dőlnek meg. A reptér utasforgalma elérte 2023-ban a 14,7 millió főt, ami már csak 167 ezer utassal marad el a COVID előtti rekord évtől.
2024 első félévében 7%-kal szárnyalta túl a 2019-es azonos időszakát, és a cargo forgalom is folyamatosan növekedő pályán áll.
A 2024. évben az össz utas létszám 17 millió 526 ezer fő volt. A reptéren 125 505 kereskedelmi járat le- és felszállását regisztrálták, ez az előző év  adatát 17, míg a 2019-est 3,4 százalékkal haladja meg.

## Légitársaságok és célállomások

### Személy
2023 novemberében az alábbi járatok indultak a repülőtérről:
| Légitársaság                  | Célállomások |
| ----------------------------- | --- |
| Aegean Airlines               | Athén |
| Aer Lingus                    | Dublin |
| Aeroexpress Regional          | Kolozsvár |
| Air Cairo                     | Szezonális: Hurghada |
| Air China                     | Csungking, Peking |
| Air France                    | Párizs-Charles de Gaulle repülőtér |
| Air Serbia                    | Belgrád |
| airBaltic                     | Riga |
| American Airlines             | Szezonális: Philadelphia (2026. május 21-től) |
| AnadoluJet                    | Isztambul–Sabiha Gökçen |
| Arkia                         | Szezonális: Tel-Aviv |
| Austrian Airlines             | Bécs |
| Bluebird Airways              | Szezonális: Tel-Aviv |
| British Airways               | London–Heathrow |
| Brussels Airlines             | Brüsszel |
| easyJet                       | Basel/Mulhouse, Genf, London–Gatwick |
| EgyptAir                      | Hurghada, Kairó |
| El Al                         | Tel-Aviv |
| Emirates                      | Dubaj |
| Eurowings                     | Köln/Bonn, Düsseldorf, Hamburg, Stuttgart |
| Finnair                       | Helsinki |
| flydubai                      | Dubaj |
| Hainan Airlines               | Sencsen |
| Iberia                        | Madrid |
| Jet2.com                      | Birmingham, Leeds/Bradford, Manchester Szezonális: Newcastle upon Tyne |
| KLM                           | Amszterdam |
| Korean Air                    | Szöul–Incshon |
| LOT                           | Szöul–Incshon, Varsó–Chopin |
| Lufthansa                     | Frankfurt, München |
| Luxair                        | Luxembourg |
| Norwegian                     | Koppenhága, Oslo, Stockholm–Arlanda |
| Pegasus Airlines              | Istanbul–Sabiha Gökcen Szezonális charter: Antalya |
| Qanot Sharq                   | Taskent |
| Qatar Airways                 | Doha |
| Ryanair                       | Alicante, Amman–Queen Alia, Athén, Barcelona, Bari, Beauvais, Belfast–International, Bergamo, Berlin, Billund, Birmingham, Bologna, Bristol, Cagliari, Catania, Charleroi, Koppenhága, Dublin, Edinburgh, Gran Canaria, Lisszabon, London–Stansted, Madrid, Málaga, Málta, Manchester, Marseille, Nápoly, Nürnberg, Palermo, Páfosz, Pisa, Porto, Prága, Róma–Ciampino, Shannon, Stockholm–Arlanda, Szófia, Tel-Aviv, Tenerife–South, Szaloniki, Treviso, Valencia, Varsó–Modlin Szezonális: Alghero, Bournemouth, Burgasz, Haniá, Korfu, East Midlands, Göteborg, Lanzarote, Míkonosz, Palma de Mallorca, Preveza/Lefkada, Rodosz, Rimini, Sevilla, Zára, Zákinthosz                     |
| Shanghai Airlines             | Hszian, Ningbo, Sanghaj-Putung |
| Smartwings                    | Szezonális charter: Antalya, Barcelona, Burgasz, Korfu, Heraklion, Hurghada, Kárpáthosz, Kefaloniá, Marsa Alam, Palma de Mallorca, Preveza/Aktion, Rodosz, Sarm es-Sejk, Tirana, Zákinthosz |
| SunExpress                    | Szezonális: Antalya, İzmir |
| Swiss International Air Lines | Zürich |
| TAROM                         | Bukarest–Otopeni |
| TUI Airways                   | Szezonális: London–Gatwick, Manchester (mindkettő 2024 május 6-tól) |
| Turkish Airlines              | Isztambul |
| Wizz Air                      | Abu Dzabi, Alicante, Amman–Queen Alia, Athén, Baku, Barcelona, Bari, Bázel/Mulhouse, Berlin, Birmingham, Catania, Charleroi, Koppenhága, Dammam, Dortmund, Dubai–International, Eindhoven, Funchal, Giza, Glasgow, Hurghada, Isztanbul, Dzsidda, Kutaisi, Lárnaka, Lisszabon, Liverpool, London–Gatwick, London–Luton, Madrid, Málaga, Málta, Milánó–Malpensa, Nápoly, Nizza, Párizs–Orly, Podgorica, Reykjavík–Keflavík, Rijád, Róma–Fiumicino, Sarm es-Sejk, Szkopje, Stockholm–Arlanda, Marosvásárhely, Tel-Aviv, Tenerife–South, Thessaloniki, Tirana, Varsó–Chopin Szezonális: Alghero, Antalya, Burgasz, Haniá, Korfu, Heraklion, Palma de Mallorca, Ródosz, Szantorini, Zákinthosz |

### Cargo
| Légitársaság           | Célállomások                                                                  |
| ---------------------- | ----------------------------------------------------------------------------- |
| Cargolux               | Aşgabat, Baku, Bangkok–Suvarnabhumi, Hongkong, Luxembourg, Sencsen, Csengcsou |
| Ethiopian Cargo        | Hongkong, Liège                                                               |
| FedEx                  | Párizs-Charles de Gaulle repülőtér                                            |
| Hungary Air Cargo      | Csengcsou                                                                     |
| Korean Air Cargo       | Frankfurt, Szöul–Incshon                                                      |
| Qatar Airways Cargo    | Doha, Prága                                                                   |
| Sichuan Airlines Cargo | Almati, Chengdu–Shuangliu                                                     |
| Turkish Cargo          | Isztambul                                                                     |
| United Parcel Service  | Köln/Bonn                                                                     |

## Forgalmi adatok
Az utasforgalom az elmúlt években az alábbi módon változott:
| Utasok száma | 4 594 875 | 6 456 983 | 8 266 677 | 8 095 367 | 8 920 653 | 9 155 961 | 11 406 891 | 16 173 489 | 4 622 882 | 17 574 413 |
|              | 2001      | 2004      | 2006      | 2009      | 2011      | 2014      | 2016       | 2019       | 2021      | 2024       |

See source Wikidata query and sources.
| A Liszt Ferenc Repülőtér utasforgalmi adatai | A Liszt Ferenc Repülőtér utasforgalmi adatai | A Liszt Ferenc Repülőtér utasforgalmi adatai | A Liszt Ferenc Repülőtér utasforgalmi adatai | A Liszt Ferenc Repülőtér utasforgalmi adatai |
| -------------------------------------------- | -------------------------------------------- | -------------------------------------------- | -------------------------------------------- | -------------------------------------------- |
| Utasforgalom                                 |                                              |                                              |                                              | fő                                           |
| 2001                                         | 2001                                         |                                              | 4 594 875                                    | 4 594 875                                    |
| 2002                                         | 2002                                         |                                              | 4 482 695                                    | 4 482 695                                    |
| 2003                                         | 2003                                         |                                              | 5 022 538                                    | 5 022 538                                    |
| 2004                                         | 2004                                         |                                              | 6 456 983                                    | 6 456 983                                    |
| 2005                                         | 2005                                         |                                              | 8 063 620                                    | 8 063 620                                    |
| 2006                                         | 2006                                         |                                              | 8 266 700                                    | 8 266 700                                    |
| 2007                                         | 2007                                         |                                              | 8 597 137                                    | 8 597 137                                    |
| 2008                                         | 2008                                         |                                              | 8 443 053                                    | 8 443 053                                    |
| 2009                                         | 2009                                         |                                              | 8 095 367                                    | 8 095 367                                    |
| 2010                                         | 2010                                         |                                              | 8 190 089                                    | 8 190 089                                    |
| 2011                                         | 2011                                         |                                              | 8 920 653                                    | 8 920 653                                    |
| 2012                                         | 2012                                         |                                              | 8 504 020                                    | 8 504 020                                    |
| 2013                                         | 2013                                         |                                              | 8 520 880                                    | 8 520 880                                    |
| 2014                                         | 2014                                         |                                              | 9 155 961                                    | 9 155 961                                    |
| 2015                                         | 2015                                         |                                              | 10 298 936                                   | 10 298 936                                   |
| 2016                                         | 2016                                         |                                              | 11 441 999                                   | 11 441 999                                   |
| 2017                                         | 2017                                         |                                              | 13 097 239                                   | 13 097 239                                   |
| 2018                                         | 2018                                         |                                              | 14 867 491                                   | 14 867 491                                   |
| 2019                                         | 2019                                         |                                              | 16 173 489                                   | 16 173 489                                   |
| 2020                                         | 2020                                         |                                              | 3 859 379                                    | 3 859 379                                    |
| 2021                                         | 2021                                         |                                              | 4 622 882                                    | 4 622 882                                    |
| 2022                                         | 2022                                         |                                              | 12 205 070                                   | 12 205 070                                   |
| 2023                                         | 2023                                         |                                              | 14 701 080                                   | 14 701 080                                   |
| 2024                                         | 2024                                         |                                              | 17 526 080                                   | 17 526 080                                   |
|                                              |                                              |                                              |                                              |                                              |

| A Liszt Ferenc Repülőtér teherforgalmi adatai | A Liszt Ferenc Repülőtér teherforgalmi adatai | A Liszt Ferenc Repülőtér teherforgalmi adatai | A Liszt Ferenc Repülőtér teherforgalmi adatai | A Liszt Ferenc Repülőtér teherforgalmi adatai |
| --------------------------------------------- | --------------------------------------------- | --------------------------------------------- | --------------------------------------------- | --------------------------------------------- |
| Teherforgalom                                 |                                               |                                               |                                               | tonna                                         |
| 2001                                          | 2001                                          |                                               | 45 211                                        | 45 211                                        |
| 2002                                          | 2002                                          |                                               | 46 476                                        | 46 476                                        |
| 2003                                          | 2003                                          |                                               | 50 546                                        | 50 546                                        |
| 2004                                          | 2004                                          |                                               | 60 460                                        | 60 460                                        |
| 2005                                          | 2005                                          |                                               | 73 033                                        | 73 033                                        |
| 2006                                          | 2006                                          |                                               | 88 188                                        | 88 188                                        |
| 2007                                          | 2007                                          |                                               | 58 885                                        | 58 885                                        |
| 2008                                          | 2008                                          |                                               | 73 155                                        | 73 155                                        |
| 2009                                          | 2009                                          |                                               | 62 870                                        | 62 870                                        |
| 2010                                          | 2010                                          |                                               | 82 638                                        | 82 638                                        |
| 2011                                          | 2011                                          |                                               | 106 595                                       | 106 595                                       |
| 2012                                          | 2012                                          |                                               | 93 123                                        | 93 123                                        |
| 2013                                          | 2013                                          |                                               | 92 112                                        | 92 112                                        |
| 2014                                          |                                               |                                               |                                               |                                               |
| 2015                                          | 2015                                          |                                               | 91 396                                        | 91 396                                        |
| 2016                                          | 2016                                          |                                               | 112 143                                       | 112 143                                       |
| 2017                                          | 2017                                          |                                               | 127 170                                       | 127 170                                       |
| 2018                                          | 2018                                          |                                               | 146 100                                       | 146 100                                       |
| 2019                                          | 2019                                          |                                               | 135 521                                       | 135 521                                       |
| 2020                                          | 2020                                          |                                               | 134 459                                       | 134 459                                       |
| 2021                                          | 2021                                          |                                               | 183 362                                       | 183 362                                       |
| 2022                                          | 2022                                          |                                               | 194 000                                       | 194 000                                       |
| 2023                                          | 2023                                          |                                               | 201 306                                       | 201 306                                       |
|                                               |                                               |                                               |                                               |                                               |

| A Liszt Ferenc Repülőtér gépmozgásai | A Liszt Ferenc Repülőtér gépmozgásai | A Liszt Ferenc Repülőtér gépmozgásai | A Liszt Ferenc Repülőtér gépmozgásai | A Liszt Ferenc Repülőtér gépmozgásai |
| ------------------------------------ | ------------------------------------ | ------------------------------------ | ------------------------------------ | ------------------------------------ |
| Gépmozgás                            |                                      |                                      |                                      | darab                                |
| 2001                                 | 2001                                 |                                      | 87 166                               | 87 166                               |
| 2002                                 | 2002                                 |                                      | 77 941                               | 77 941                               |
| 2003                                 | 2003                                 |                                      | 88 471                               | 88 471                               |
| 2004                                 | 2004                                 |                                      | 111 753                              | 111 753                              |
| 2005                                 | 2005                                 |                                      | 126 359                              | 126 359                              |
| 2006                                 | 2006                                 |                                      | 126 947                              | 126 947                              |
| 2007                                 | 2007                                 |                                      | 124 298                              | 124 298                              |
| 2010                                 | 2010                                 |                                      | 105 507                              | 105 507                              |
| 2011                                 | 2011                                 |                                      | 109 949                              | 109 949                              |
| 2012                                 | 2012                                 |                                      | 87 560                               | 87 560                               |
| 2013                                 | 2013                                 |                                      | 83 330                               | 83 330                               |
| 2014                                 |                                      |                                      |                                      |                                      |
| 2015                                 | 2015                                 |                                      | 92 265                               | 92 265                               |
| 2016                                 | 2016                                 |                                      | 96 141                               | 96 141                               |
| 2017                                 | 2017                                 |                                      | 102 747                              | 102 747                              |
| 2018                                 | 2018                                 |                                      | 115 028                              | 115 028                              |
| 2019                                 | 2019                                 |                                      | 122 814                              | 122 814                              |
| 2020                                 | 2020                                 |                                      | 48 196                               | 48 196                               |
| 2021                                 | 2021                                 |                                      | 55 197                               | 55 197                               |
| 2022                                 | 2022                                 |                                      | 98 629                               | 98 629                               |
| 2024                                 | 2024                                 |                                      | 125 505                              | 125 505                              |
|                                      |                                      |                                      |                                      |                                      |

| Hely                  | Repülőtér                | Utasforgalom          | Változás (%) 2018/19  |  | Hely                        | Repülőtér                   | Utasforgalom                | Változás (%) 2018/19        |
| --------------------- | ------------------------ | --------------------- | --------------------- |  | --------------------------- | --------------------------- | --------------------------- | --------------------------- |
| Európa és Törökország | Európa és Törökország    | Európa és Törökország | Európa és Törökország |  | 16.                         | Moszkva-Seremetyjevo        | 263 815                     | 10                          |
| 1.                    | Frankfurt                | 725 600               | 10                    |  | 17.                         | Dublin                      | 257 550                     | 8                           |
| 2.                    | London-Luton             | 568 081               | 1                     |  | 18.                         | Bázel/Mulhouse              | 250 544                     | 39                          |
| 3.                    | Párizs-Charles de Gaulle | 487 029               | 5                     |  | 19.                         | Milánó-Malpensa             | 243 221                     | 1                           |
| 4.                    | Amszterdam               | 454 181               | 0                     |  | 20.                         | Zürich                      | 235 851                     | 1                           |
| 5.                    | London-Stansted          | 440 792               | 3                     |  | 21.                         | Prága                       | 233 067                     | 16                          |
| 6.                    | Barcelona                | 380 331               | 10                    |  | 22.                         | Koppenhága                  | 231 472                     | 4                           |
| 7.                    | London-Heathrow          | 371 288               | 2                     |  | 23.                         | Helsinki                    | 229 137                     | 7                           |
| 8.                    | Brüsszel-Charleroi       | 339 734               | 6                     |  | 24.                         | Isztambul                   | 214 130                     | 214                         |
| 9.                    | München                  | 338 095               | 0                     |  | 25.                         | Osló–Gardermoen             | 211 433                     | 28                          |
| 10.                   | Varsó-Chopin             | 313 642               | 20                    |  | 26.                         | Athén                       | 208 527                     | 19                          |
| 11.                   | London-Gatwick           | 305 005               | 75                    |  | 27.                         | Brüsszel–Zaventem           | 201 870                     | 2                           |
| 12.                   | Madrid                   | 299 208               | 6                     |  | Európán kívüli desztinációk | Európán kívüli desztinációk | Európán kívüli desztinációk | Európán kívüli desztinációk |
| 13.                   | Eindhoven                | 295 990               | 10                    |  | 1.                          | Tel Aviv-Ben Gurion         | 509 371                     | 18                          |
| 14.                   | Róma-Fiumicino           | 286 987               | 5                     |  | 2.                          | Dubaj                       | 207 802                     | 6                           |
| 15.                   | Berlin-Schönefeld        | 284 145               | 17                    |  | 3.                          | Doha                        | 207 068                     | 24                          |

## Terminálok

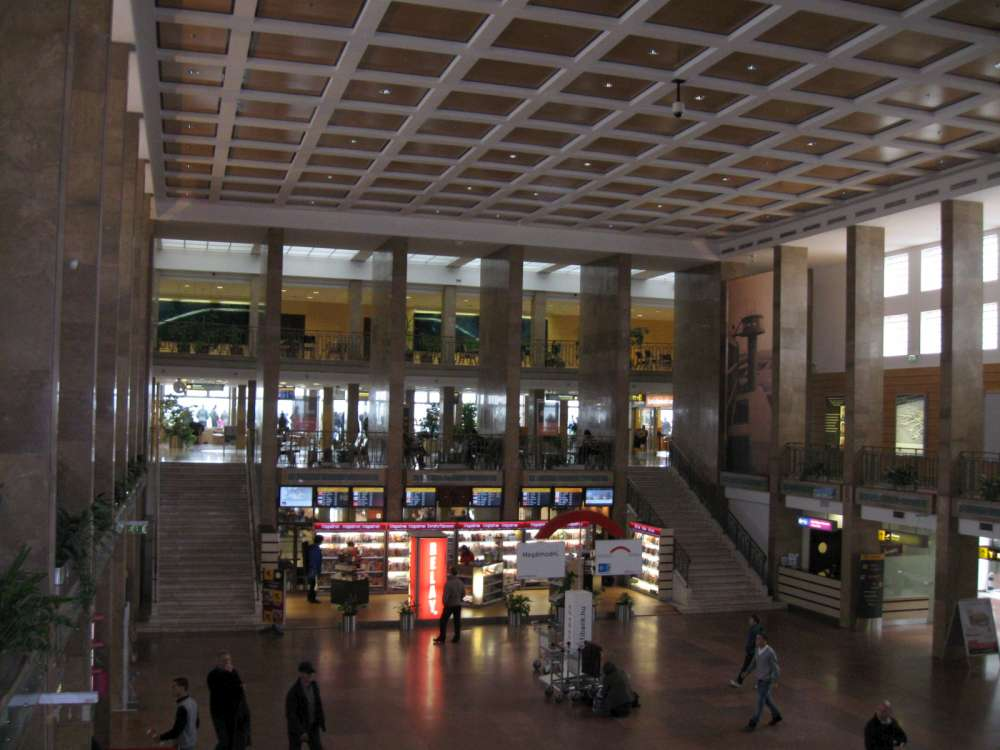
Az 1-es terminál várócsarnoka

A repülőtéren négy terminál található (1, 2A, 2B, GAT). A régi, 1-es terminál és a kis- és magángépes terminál (GAT), illetve a másik kettő a nappali órákban Kőbánya-Kispesttől, éjszaka pedig a Határ úttól induló 200E busszal érhető el. 2007 óta az 1-es terminál vonattal is megközelíthető. Főképp a Nyugati pályaudvarról induló vonatok érintik Ferihegyet, ahol az állomást érintő minden személyszállító vonat megáll, így az InterCity-járatok is.
2017-től a repülőtér a BKK Deák Ferenc térről induló 100E jelzésű expresszbuszával is megközelíthető. A járatra egyedi díjszabás (2200 forint/út) érvényes, BKK-bérletekkel és normál vonaljeggyel nem vehető igénybe; ugyanakkor a 14 év alattiak és a 65 év felettiek a 100E járaton is díjmentesen utazhatnak.

### Az egykori 1-es terminál
A terminálépületet 1950. május 7-én nyitották meg az utasforgalom előtt. Az 1-es terminál felújításáról 2004-ben döntött a Budapest Airport. A teljes rekonstrukciót és a terminál újra üzembe helyezését a repülőtér utasforgalmának növekedése, a szigorú biztonsági előírások, illetve az EU-csatlakozás által támasztott követelmények indokolták. A munkálatok során teljesen megújultak a terminál gépészeti és elektromos rendszerei, és a csatlakozó közművezetékek is.
A terminál felújítása a műemlékvédelmi szempontok maximális betartásával történt, hiszen ez az építészeti modernizmus egyik legszebb magyarországi és európai szinten is kiemelkedő példája. A felújítás 2004 őszén kezdődött, majd mintegy nyolc hónapos munka után, 2005. szeptember 1-jén nyitotta meg újra kapuit.
Az Építőipari Nívódíj, az amerikai Oscar-díjhoz hasonlatosan szakmai díj: a szakma jutalmazza az adott év legjobb, legnagyszerűbb alkotásait. Az 1-es terminál felújítása az ipari és kereskedelmi kategóriában nyerte el a díjat. 2007-ben a terminál felújítása Europa Nostra-medálban részesült.
Közel 10 milliárd forint értékben korszerűsítették és 2005 szeptemberében nyílt meg újra az alacsony költségű, diszkont légitársaságok számára. A Malév csődje után a Budapest Airport a 2-es terminál utasforgalom csökkenése miatt, gazdaságossági okokból 2012. május 30-án bezárta az 1-es terminált, így az összes, oda közlekedő járat kiszolgálása a 2-es terminálhoz került. A bezárás időszakos volt, 5 évre történt, a döntést 2017-ben felülvizsgálták, és nem nyitották meg utasforgalom előtt az 1-es terminált.
2012. október 1-től Terminal 1 Airport Event Center néven – állagmegóvási okokból – rendezvényhelyszínként működik tovább. Itt forgatták a Die Hard 5-öt is. 2016 októberében Hardy Mihály, a repülőtér kommunikációs igazgatója bejelentette, hogy már nem számolnak a terminál újranyitásával.

### A 2A Terminál
A 2-es futópálya 1982-ben épült. Hozzá a 2A Terminált 1985-ben nyitották meg. Eredetileg kizárólag a Malév számára építették. Napjainkban azonban már ide érkeznek az Aer Lingus, az Air Malta, az Austrian Airlines, a Carpatair, a Brussels Airlines, a CSA Czech Airlines a Lufthansa és a Moldavian Airlines gépei is. 2008. március végétől a schengeni határokon belülre induló járatokat szolgálta ki.[forrás?] Jelenleg a 2A és 2B terminál is kiszolgálja a schengeni, valamint a nem-schengeni övezetbe induló utasokat. A kilátóterasz a 2A terminál 3. emeletén található.

### A 2B Terminál
A 2A bővítéseként épült, de külön terminálként tartják nyilván. 1998-ban adták át. A fennmaradó többi járat, vagyis a külföldi (és általában véve nem fapados) légitársaságok utasait szolgálta ki.
A repülőtér üzemeltetője 2016-ban jelentette be, hogy a terminálhoz kapcsolódóan egy 220 méteres utasmólót építenek, amely jelentősen növelni fogja a repülőtér utas beszállókapu kapacitását. A munkálatok 2017 tavaszán kezdődtek. Az átadásra 2018 szeptemberében került sor. A beruházás költsége elérte a 7,8 milliárd forintot. A háromszintes épület emeleti szintje az induló, a középső szintje az érkező utasoké. A földszinten kiszolgáló helységek, parkolóhelyek találhatóak. A beruházásnak köszönhetően 10 új beszállítókapu tesz lehetővé 27 féle beszállítási lehetőséget.

### A SkyCourt

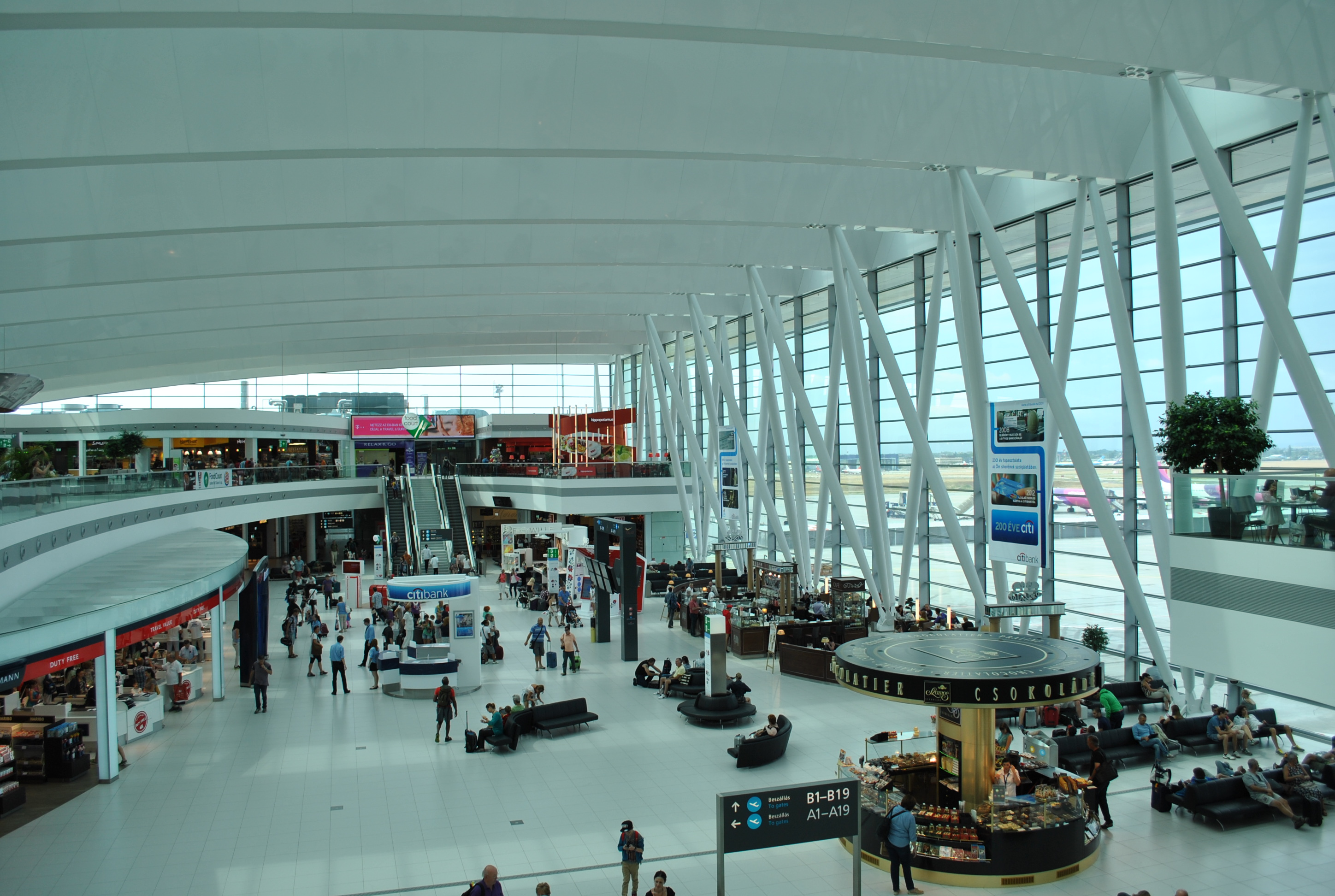
A SkyCourt váróterme a jobb oldalról

2011. március 27-én nyitották meg a 2A és 2B terminál új, közös épületét, a SkyCourt-ot. A kettes terminál fejlesztése szerves részét alkotta a repülőtér ötéves, Bud-Future nevű programjának, amelyben a repülőtér öt év alatt 75 milliárd forintos (261 millió eurós) beruházást valósított meg, ebből 70 milliárd forintot fordítottak a SkyCourt felépítésére. A fővállalkozó a szegedi központú KÉSZ Zrt. volt. A kagyló alakú épület a régi terminálok csarnokait köti össze, megőrizve a 80-as évekből származó régi épületek külső alakját, ugyanakkor a tervezők, Tima Zoltán és a KÖZTI modern stílusban alkották meg a terveket, amelyekben betont, üveget és acélt használtak. A SkyCourt öt emeletéből kettő a föld alatt szolgálja a repülést, ezek az utasok számára zárva vannak. Ezeken a szinteken találhatók többek között a szellőztetőberendezések, a repülőtéri személyzet öltöző- és pihenőhelyiségei, valamint a csomagosztályozó gépsorok. Az összesen 24 000 m²-nyi hasznos terület meghatározó része az utasforgalom részére van fenntartva, a biztonsági ellenőrzések egy része is itt található. Mindezek révén a kettes terminál kapacitása a korábbi majdnem kétszeresére emelkedett.
A 2A és 2B terminálokon „becheckolt” utasok a biztonsági átvilágítás után egy duty free shopon keresztül érkeznek a SkyCourt várótermi részébe, ahonnan két irányban (A1-A33 és B1-B44) lehet eljutni a beszállító kapukig. A SkyCourt várótermi részén a boltok mellett egy kávézó-, míg az emeleti részen további kávézók és éttermek találhatók.
A SkyCourt galériaszintjén exkluzív várótermek is nyíltak MasterCard Lounge, és SkyCourt Lounge néven a Platinum Lounge és az Executive Lounge mellett.

### A GAT
1991 augusztusában nyitott meg a kis- és magángépeket fogadó terminál (angolul General Aviation Terminal, GAT). Közvetlenül az egykori 1-es terminál mellett található. Itt a kisebb repülők parkolnak, illetve magángépek üzemeltetése történik, mind belföldi, mind külföldi viszonylatban. A reptér 2014 áprilisában félmillió euróból kezdte meg a terminál felújítását.

## Zajterhelés
A főváros X., XVII. és XVIII. kerületén kívül Vecsés és Üllő repülőtérhez közel eső lakott területei fokozottabban kitettek a le- és felszálló gépek okozta rendszeres zajártalomnak. 2007-ben az új felszállási eljárások beüzemeltetésével Budapest sok kerületében jelentősen megnőtt a zajszennyezés. Emiatt néhány magánszemély bíróságon követelte a légikikötő bezárását, de a bíróság végül megalapozatlannak találta ezeket az igényeket. A konfliktusok megelőzése érdekében a repülőtér üzemeltetője önkéntes zajvédelmi programot indított. Ennek részeként kijelöltek egy zajvédelmi övezetet a repülőtér körül, és az ebben az övezetben elhelyezkedő lakóépületek hő- és hangszigetelését, valamint szellőztető berendezés beépítését a társaság a saját költségén vállalja. Ennek finanszírozását, valamint a légijárművek minél csendesebb működtetését szolgálja a repülőtér által beszedett zajterhelési díj.

## A repülőtér látogatása

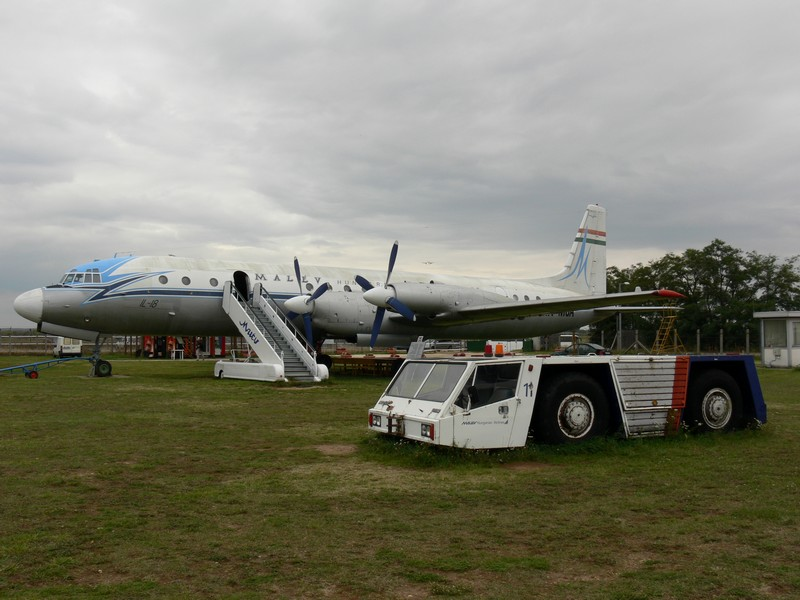
Az 1991-ben megnyilt Aeropark repüléstörténeti múzeum HA-MOA lajstromjelű Il–18-as repülőgépe

A kilátóterasz a 2A terminál indulási csarnok galéria szintjén található (lifttel a 3. emeleten), a check-in pultok felett.
A buszos repülőtér-látogatásokat 2013 tavaszától a Légiközlekedési Kulturális Központ szervezi.

## Megközelíthetőség
A nappali órákban a Belváros felől a Deák Ferenc térről induló 100E jelzésű közvetlen reptéri járattal érhető el a repülőtér. Átszállással pedig az M3-as metróval Kőbánya-Kispestig utazva, majd ott a 200E buszra átszállva a Liszt Ferenc Airport 2 végállomásig utazva közelíthető meg a repülőtér.
Az éjszakai órákban közvetlenül szintén a 100E busszal érhető el a repülőtér. Emellett átszállással a 914-es, a 914A, a 950-es, vagy a 950A éjszakai busszal a Határ útig utazva, majd a Határ útnál a 200E buszra átszállva érhető el a repülőtér.
A repülőtérhez legközelebbi vasútállomás a Ferihegy, ahonnan a 200E buszra a Ferihegy vasútállomás megállóban átszállva Liszt Ferenc Airport 2 végállomásig utazva lehet megközelíteni a repülőteret.

### Egyéb
- AirportShuttle-Minibusz
- Taxi

## Állatok a repülőtéren
A légiközlekedés biztonságára kiemelt kockázatot jelentenek a madarak, amelyeket a repülőtéren különféle technikai módszerekkel tartják távol az érkező és induló légijárművektől (például: hangijesztéses módszerrel, amerikai héjákkal és sólymokkal). A nem kívánt földi behatolókat pedig egy speciálisan kiképzett border collie kutyával ijesztik el. A futópályák mentén rendszeresen kaszált mezőn népes ürgeállomány él.

## Képgaléria

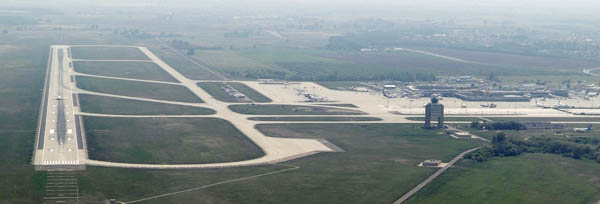
Kifutópálya
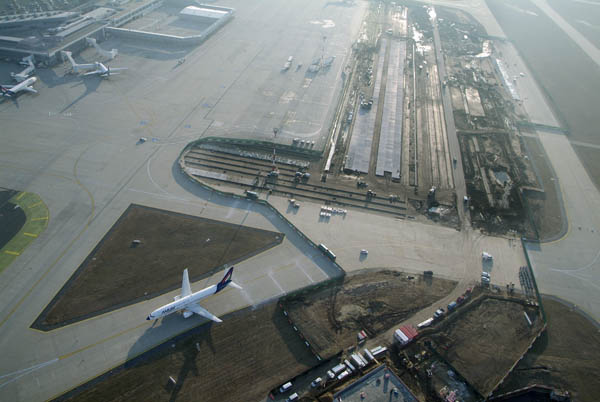
Építkezés
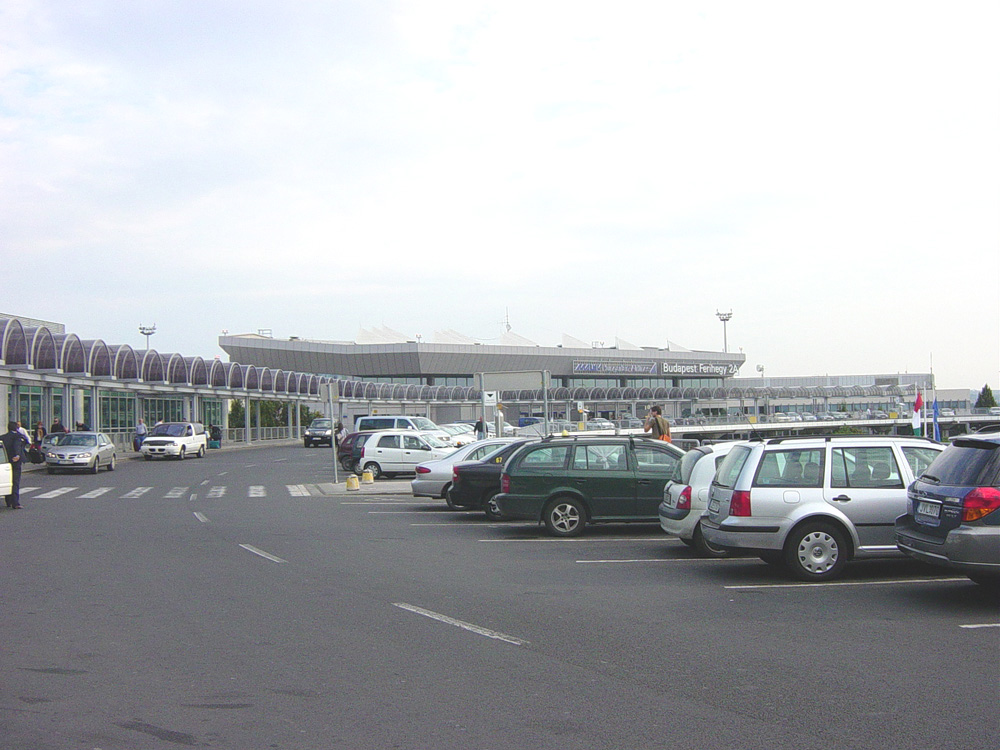
A 2A terminál 2B felől 2006-ban, még a SkyCourt megépülése előtt
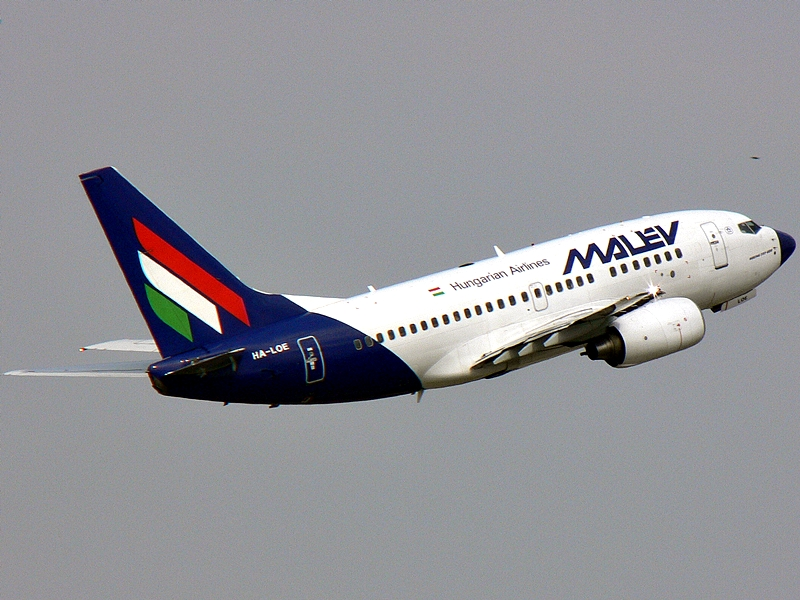
Malév Boeing 737-es felszállás közben
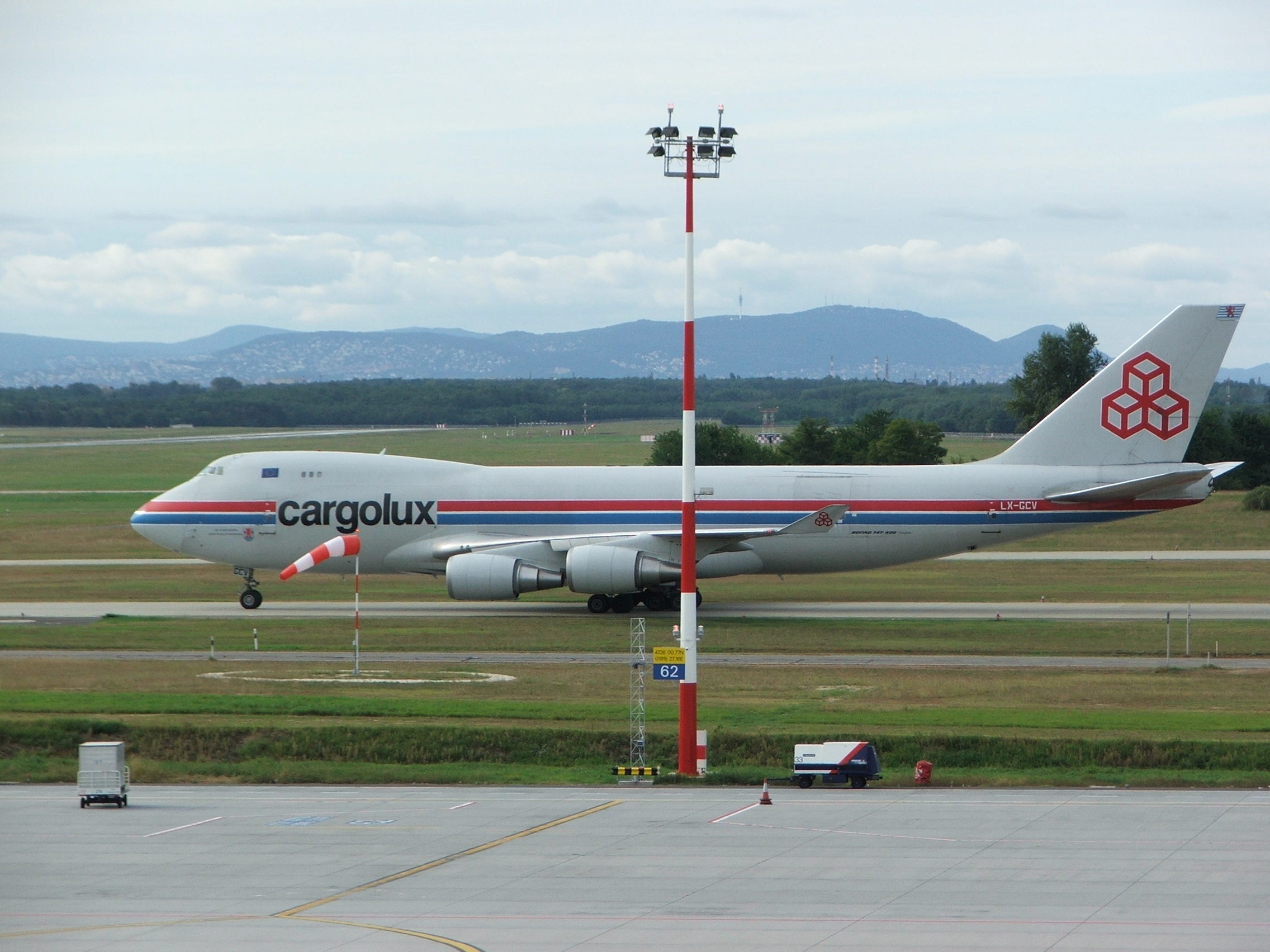
Cargolux Boeing 747–400F a Liszt Ferenc Repülőtéren
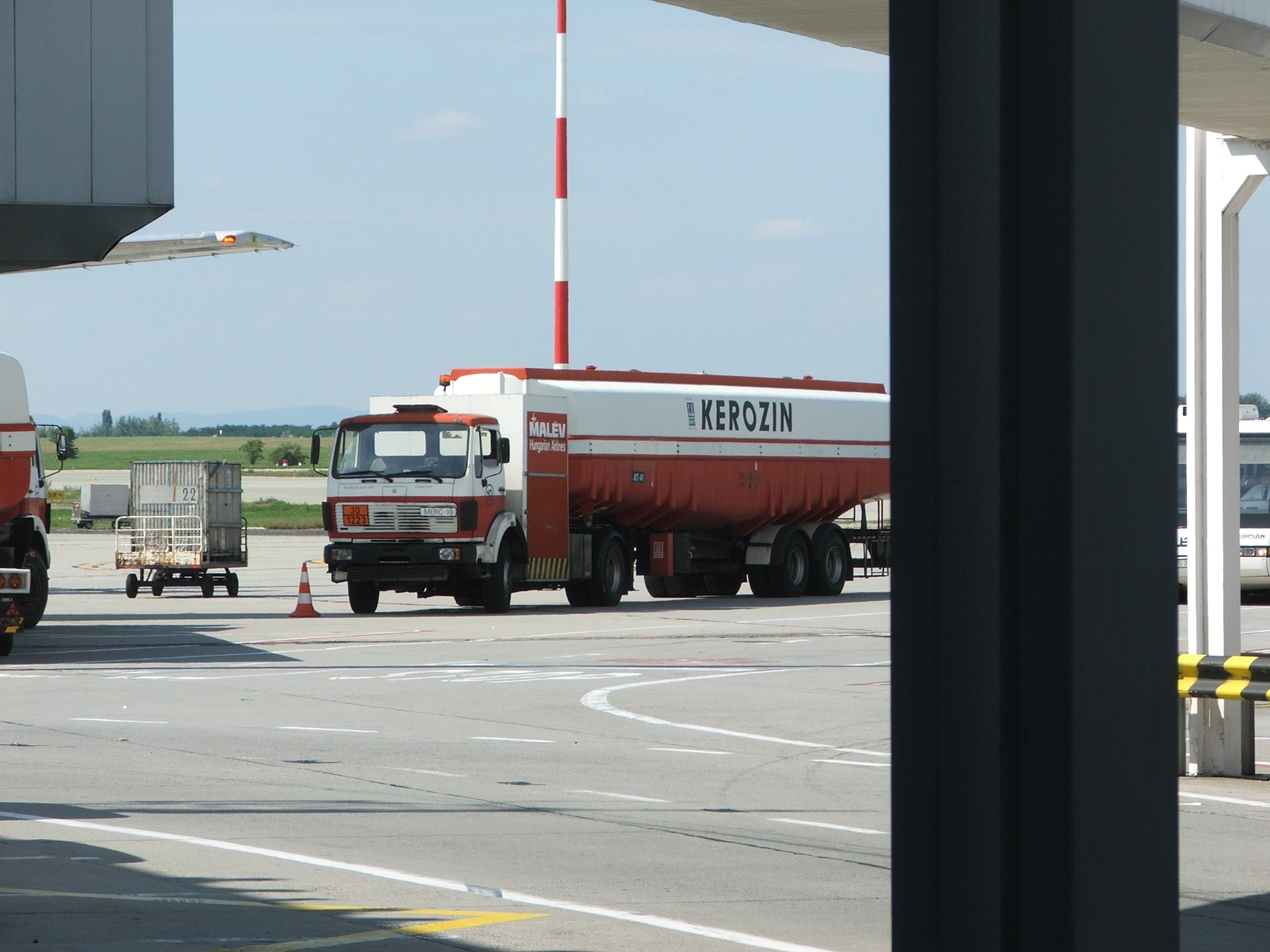
Kerozinszállító tartálykocsi
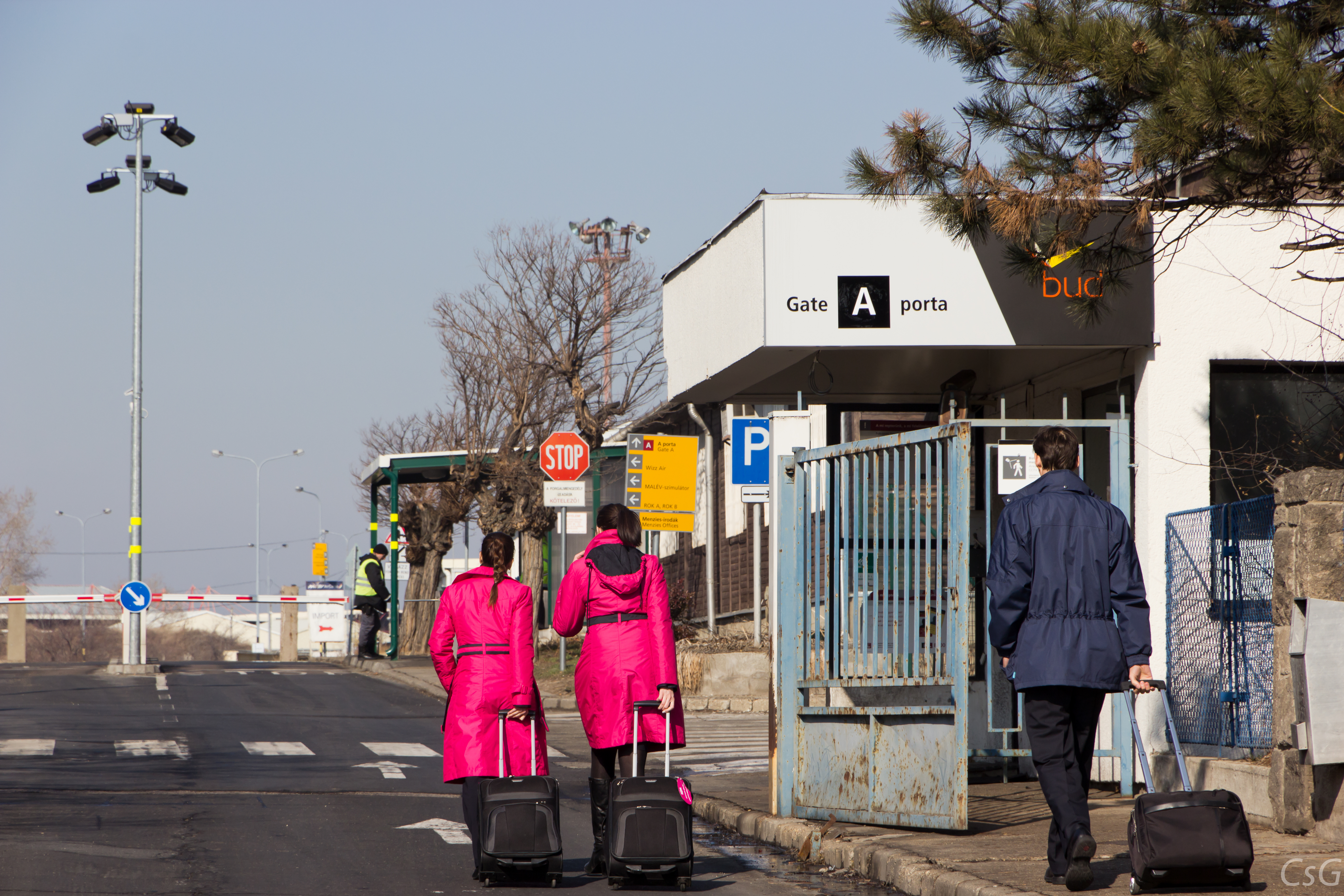
Budapest Liszt Ferenc Nemzetközi Repülőtér, A Porta
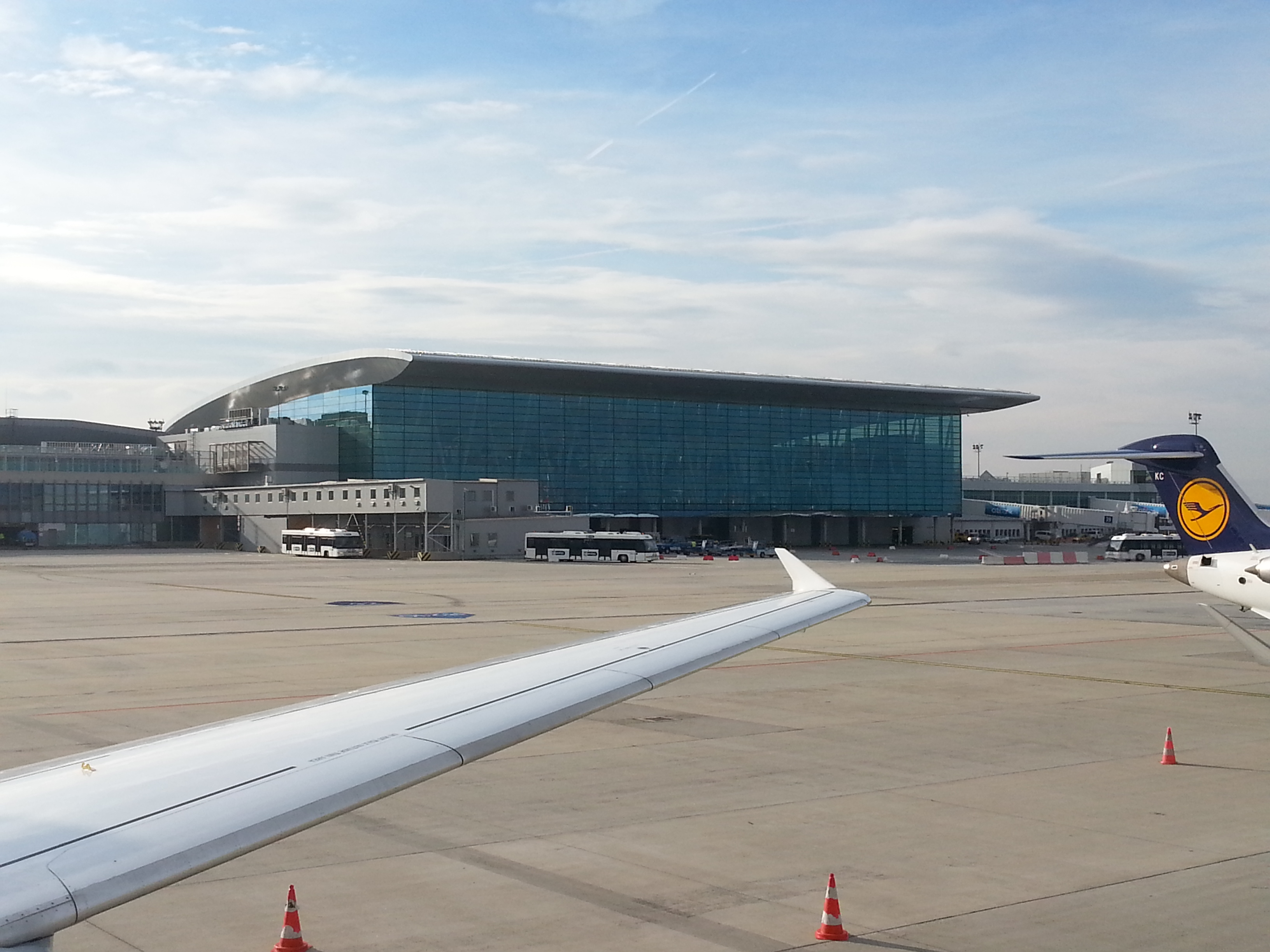
A SkyCourt kívülről 2013 szeptemberében
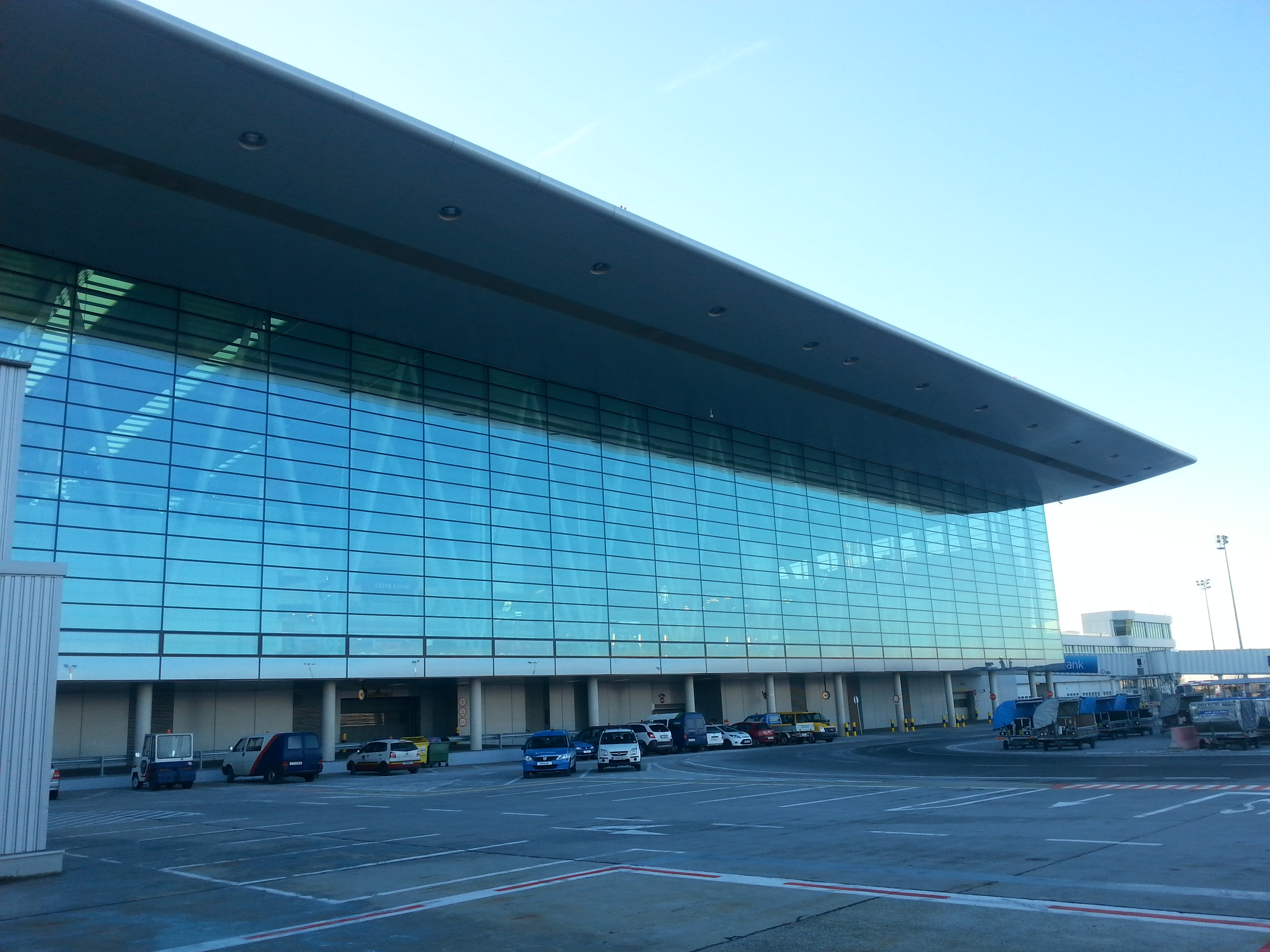
A SkyCourt kívülről 2014 februárjában